# WWE Raw
Pour les articles homonymes, voir RAW.
WWE RAW est une émission télévisée hebdomadaire de catch professionnel organisée par la World Wrestling Entertainment, diffusée en direct le lundi soir sur USA Network aux États-Unis et en différé sur AB1 en France et ABXPLORE en Belgique. Le show a débuté le 11 janvier 1993. WWE Raw est passé de USA Network à TNN en septembre 2000, rebaptisé Spike TV en août 2003. Le 3 octobre 2005, WWE Raw retourne sur USA Network. depuis janvier 2025, Raw est diffusé sur Netflix aux États-Unis.
Depuis son premier épisode, WWE Raw a été produit en direct depuis 203 arènes différentes, dans 169 villes différentes, et dans neuf pays différents (aux États-Unis, au Canada, au Royaume-Uni, en Afghanistan en 2005 et en Irak en 2006 et 2007 (WWE Tribute to the Troops), en Allemagne, au Japon, en Italie et au Mexique). Depuis le 1 000e épisode du show, diffusé le 23 juillet 2012, WWE RAW est passé à un format de trois heures au lieu de deux, format auparavant réservé aux épisodes spéciaux.
Le 22 janvier 2018, WWE RAW a fêté ses 25 ans lors d'un épisode spécial qui s'est déroulé simultanément au Barclays Center et au Hammerstein Ballroom (Manhattan Center), lieu où s'est déroulé le premier épisode de RAW en 1993.

## Historique

### Format d'origine et Monday Night Wars (1993-2001)

Le logo de Monday Night RAW, utilisé du 11 janvier 1993 au 3 mars 1997.

Au départ appelé « WWF Monday Night RAW » (« RAW » pour « Rampage American Wrestling », et à double sens puisque « raw » signifie « brut »), le programme fut diffusé le 11 janvier 1993 sur USA Network pendant une heure. Le RAW du début change la donne dans le monde du catch professionnel télévisé. Auparavant, le catch se déroulait sur scène avec une audience faible ou lors de grands shows dans de grandes enceintes sportives comme le Madison Square Garden par exemple. Le concept de RAW était bien différent de son prédécesseur, Prime Time Wrestling : au lieu de matchs pré-enregistrés, avec des voix et des discussions enregistrées en studio, RAW était montré en direct avec tout ce qui en découle. Au premier épisode, Yokozuna gagne contre Koko B. Ware, les Steiner Brothers battent les Executioners, le champion intercontinental Shawn Michaels bat Max Moon et l'Undertaker bat Damian Demento. Une interview de Razor Ramon a aussi été diffusée ce jour-là.
RAW était diffusé depuis le Manhattan Center (maintenant Hammerstein Ballroom), un petit théâtre de New York et diffusé en direct chaque semaine. La combinaison d'un auditoire intime et du direct s'est montrée très bonne. Cependant, l'organisation des directs s'est avérée un gouffre financier pour la WWF et les shows pré-enregistrés ont commencé à apparaître une semaine sur deux. À partir du début 1994 et jusqu'en septembre 1999, RAW sera diffusé en direct le lundi soir et le lendemain, le show du lundi suivant sera enregistré,. Ce qui faisait que RAW était en direct une fois sur deux.

#### Début de la guerre

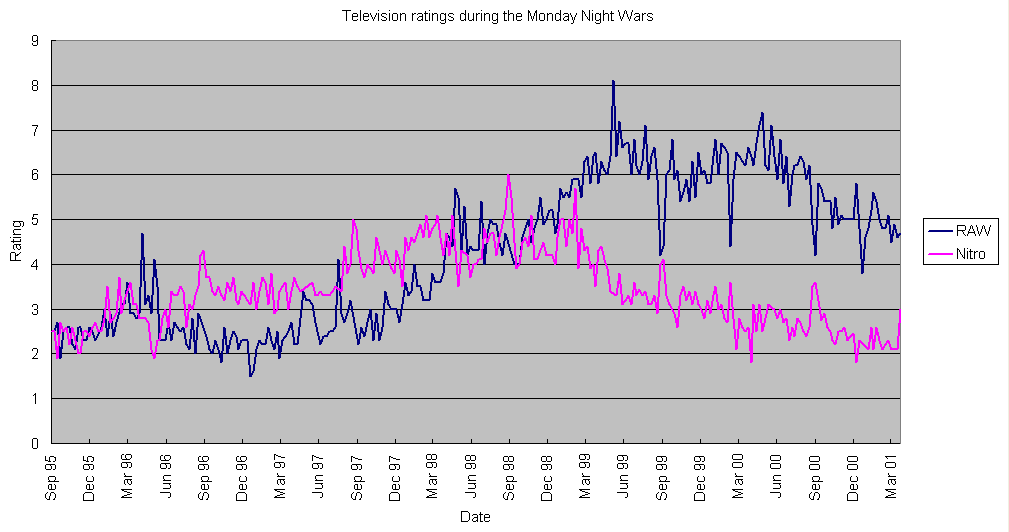
Les audiences respectives en graphique.

En 1995, la World Championship Wrestling (WCW) commençait à diffuser une toute nouvelle émission, Monday Nitro, en direct chaque lundi soir. RAW et Nitro sont face à face pour la première fois le 11 septembre 1995. RAW était enregistré une fois sur deux et ce avant Nitro, ce qui incitait le vice-président de la WCW, Eric Bischoff, qui faisait aussi des apparitions à l'écran, d'annoncer en avance les résultats du show de la WWF. Quelques fans regardaient aussi les résultats des enregistrements de RAW sur Internet, ce qui causait encore plus de dommage en ce qui concerne les audiences des RAW enregistrés[réf. nécessaire]. WWF RAW passait en direct pour tous ses shows en septembre 1999 grâce à de bonnes audiences et de bons taux d'achats de ses pay-per-views.
Au commencement de la guerre des audiences en 1995 jusqu'à la mi-1996, RAW et Nitro allaient s'échanger les victoires dans une rivalité fermée. Cependant, au deuxième semestre de 1996, grâce notamment à l'histoire de la New World Order (nWo), Nitro commençait une série de victoires dans les audiences qui durait 83 semaines consécutives, s'arrêtant le 13 avril 1998[réf. nécessaire]. Le 4 novembre 1996, lors de RAW, la WWF diffusait le fameux segment Pillman's Got A Gun (en français : Pillman a un révolver) avec la rivalité entre Steve Austin et Brian Pillman lorsqu'Austin visitait ce premier alors blessé chez lui. Austin était pris à partie par des amis de Pillman et une bagarre éclatait jusqu'à ce que l'image soit coupée. Le directeur en scène contactait Vince McMahon et l'informait qu'il avait entendu « des explosions ». La transmission était restaurée plus tard montrant Pillman beuglant « Ce fils de **** a eu son compte ! Laissez-le partir ! Je vais tuer ce fils de **** ! Dégagez de mon chemin putain ! » Ce dernier commentaire n'était pas censuré et était clairement compréhensible, ce qui voulait dire que la WWF devait s'excuser la semaine suivante pour cet incident pour pouvoir rester sur le USA Network. Pillman devait aussi s'excuser pour ce commentaire, affirmant que ce n'était pas habituel pour lui de tenir ce genre de propos.

#### Avènement de l'Attitude Era

Le logo Raw is War, utilisé du 10 mars 1997 au 24 septembre 2001.

Le 3 février 1997, Monday Night RAW passe à un format de une heure et demie, avec l'avènement de « l'Ère Attitude » à la WWF. Dans l'attente de briser l'élan de domination de la WCW dans les audiences, la Extreme Championship Wrestling (ECW) est ramenée par le fait que Jerry Lawler ait « défié » la ECW le 17 février 1997. Dans une édition où RAW retournait au Manhattan Center, Taz, Mikey Whipwreck, Sabu, Tommy Dreamer, D-Von Dudley, et The Sandman répondaient à ce défi avec une invasion. La semaine suivante, le propriétaire de la ECW Paul Heyman, faisait une entrevue à RAW. Au cours de l'année 1997, il y avait de plus en plus d'éléments de controverse à RAW et dans les programmes de la WWF comme la Nation of Domination, et les experts en la matière qu'étaient la D-Generation X. Le 10 mars 1997, Monday Night Raw devenait officiellement RAW is WAR. L'édition du 17 mars 1997 comprenait une violente altercation entre Bret Hart et Vince McMahon (qui sans le savoir allait annoncer l'évènement de novembre) avec des insultes qui n'ont pas été entendues à la télévision. Brian Pillman a réalisé une série de segments XXX Files avec Terri Runnels, qui poussait le bouchon plus loin. Ces segments s'arrêtaient prématurément lors de l'édition du 29 septembre 1997 de RAW, après le décès de Pillman le 5 octobre 1997 à cause de problèmes cardiovasculaires héréditaires.
Après WrestleMania XIV en mars 1998, la WWF reprenait la tête dans les Monday Night Wars avec sa toute nouvelle « Ère Attitude », qui était l'avènement de stars montantes comme Steve Austin, The Rock et Mankind. La rivalité désormais culte entre le méchant président de la WWF Vince McMahon (qui quittait son poste de commentateur après le véritable incident du Montréal Screwjob pour devenir Mr. McMahon, le président diabolique de la fédération) et le favori des fans Steve Austin (qui a été renvoyé par Bischoff à la WCW pendant l'été 1995 pour ne pas être assez vendeur) captivait complètement les fans. Le 13 avril 1998, RAW voyait à l'affiche s'affronter Austin et McMahon, et marquait donc la fin de 84 semaines de domination de la WCW dans les audiences depuis 1996. Alors que RAW tentait une nouvelle approche dans ses programmes, Nitro allait commencer à produire des shows plus ternes avec les mêmes histoires. Les vieilles stars comme Hogan et Nash squattaient les main-events, alors que des jeunes talents comme Chris Jericho, Chris Benoit et Eddie Guerrero n'avaient pas d'opportunités d'avancer, et le seul nouvel arrivant qui a été élevé au statut du main-event à cette époque était Bill Goldberg.
Pendant ce temps, à RAW, les fans étaient immergés dans la rivalité entre le propriétaire de la WWF Vince McMahon et « Stone Cold » Steve Austin. Des nouveaux talents comme Triple H et sa D-Generation X, Mankind et The Rock étaient projetés dans les main-events. D'autres comme Kane, Val Venis, Goldust, etc. tenaient leurs rangs et symbolisaient le fait que la WWF est l'endroit où les nouveaux talents viennent au détriment de la WCW. Les deux fédérations étaient arrivées à un tel point, que quand leur shows respectifs se déroulaient dans la même région la même nuit (RAW à Hampton, Virginie et Nitro à Norfolk), DX était envoyé filmer un segment de « guerre » à l'aréna de Norfolk Things où ils ont réprimandé et interrogé des fans devant la caméra qui affirmaient qu'ils avaient reçu leurs places pour Nitro gratuitement (probablement dans l'attente pour la WCW de remplir l'aréna le plus possible à cause du manque des ventes de tickets).
Le 4 janvier 1999, Mick Foley, qui a lutté à la WCW au début des années 1990 sous le nom de Cactus Jack, gagnait le titre WWF Championship en tant que Mankind lors de RAW. L'annonceur de Nitro Tony Schiavone l'annonçait ironiquement « ça va en mettre plus d'un le cul par terre ». Au moment où Schiavone insultait Foley, plus de 600 000 personnes changeaient de chaînes pour regarder RAW. La semaine suivante, et pour plusieurs mois, beaucoup de fans de RAW mettront sur leurs pancartes, « Mick Fokley me met le cul par terre ! ». C'était également la nuit où Nitro diffusait un match pour le titre de la WCW dans lequel Kevin Nash s'allongeait scandaleusement face à Hollywood Hogan pour le compte de trois de ce dernier qui l'avait juste aveuglé. RAW remportait la guerre des audiences contre Nitro et ne subissait plus aucune défaite après le 8 février 1999.

#### Fin de la guerre

Dernier logo WWF RAW (1er octobre 2001 - 30 avril 2002).

Un nouveau contrat de télévision de la WWF avec la société Viacom l'amenait à changer de chaîne. Le 25 septembre 2000, RAW quittait le USA Network pour TNN (qui plus tard devenait Spike TV).
Le déclin de la WCW dans ses revenus et ses audiences amenait la Time Warner à vendre la compagnie à la WWF en 2001. La dernière édition de Nitro était diffusée le 26 mars 2001. L'émission débutait avec Vince McMahon faisant un petit discours au sujet de son achat récent de la WCW et finissait plus tard avec un simultané avec RAW sur TNN et une apparition surprise de Shane McMahon à Nitro. Shane interrompait son père triomphant sur son rachat de la WCW pour expliquer qu'il était le seul et unique détenteur de la WCW, marquant le début de ce qui allait être la storyline de l'« Invasion » à la WWF. Le logo et le nom RAW is WAR étaient retirés en septembre 2001, après les attentats du 11 septembre 2001 et la sensibilité autour du mot « guerre ». Ceci symbolisait aussi le fait que les Monday Night Wars étaient terminées.

### Ruthless Agression Era (2002-2007)

Logo de la WWE RAW du 6 mai 2002 au 2 octobre 2006).

À la mi-2002, la WWE commence un processus qu'elle appelle Brand Extension. La WWE se divise ainsi elle-même en deux promotions distinctes qui obtenaient chacune ses propres réserves de catcheurs, storylines et personnages incarnant l'autorité. RAW et WWE SmackDown! deviennent les deux divisions et entrent en compétition l'une contre l'autre. Cette séparation est le résultat du rachat de la WWF de ses deux rivaux, la WCW et la ECW.
Les lutteurs devenaient maintenant exclusifs à un show. À cette époque, ceci n'incluait pas le WWE Undisputed Championship et le WWE Women's Championship, ces deux titres WWF/WWE allaient être défendus dans chaque show. En août 2002, le WWE Undisputed Champion Brock Lesnar refusait de défendre son titre à RAW, qui du coup devenait exclusif à SmackDown!. La semaine suivante à RAW, le General Manager Eric Bischoff remettait le nouveau (ou restauré) World Heavyweight Championship au challenger numéro un Triple H. Le WWE Women's Championship est exclusif à RAW, comme l'a indiqué à l'époque la General Manager de SmackDown! Stephanie McMahon.
Après le Brand Extension, une draft lottery annuelle était organisée pour transférer les membres de chaque roster et ainsi faire du changement. WWE RAW clame le 2 août 2005 le fait d'avoir le plus d'éditions hebdomadaires organisées par n'importe quel feuilleton ou programme hebdomadaire avec pas moins de 636 épisodes. Il se dit que RAW avait ravi cette place à Gunsmoke, qui détenait jusque-là cette distinction. Cependant, selon les critères que la WWE a utilisé pour cette revendication, l'actuel record serait encore détenu par le show de la Georgia Championship Wrestling, qui a été diffusé tous les samedis soirs entre 1972 et 1984[réf. nécessaire].

#### Retour sur USA Network

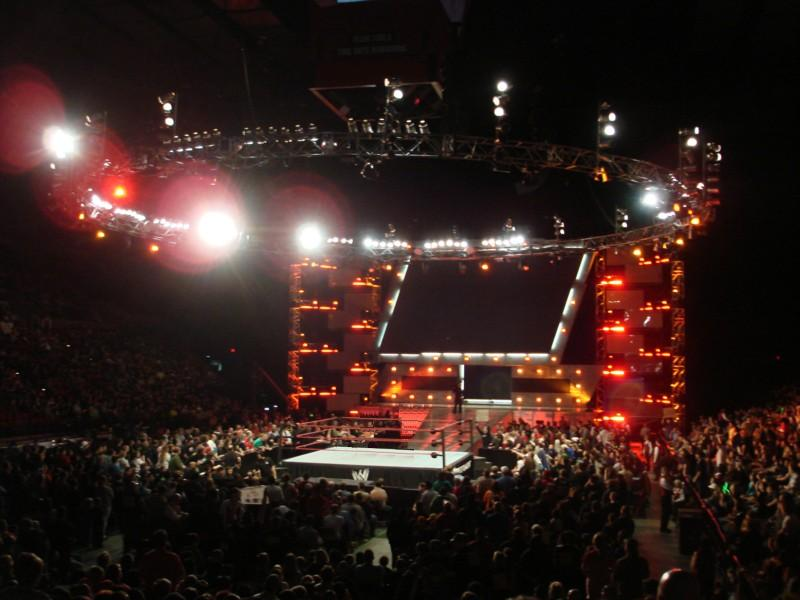
Décor de Raw pour le retour sur USA Network du 3 octobre 2005 au 14 janvier 2008.

Le 10 mars 2005, Viacom et la WWE décident de ne pas prolonger leur contrat avec Spike TV, RAW et les autres programmes de la WWE ne sont donc plus diffusés sur la chaîne lors de la fin de l'entente en septembre 2005. Le 4 avril 2005, la WWE annonce qu'elle a trouvé une entente pour trois années avec NBC Universal pour ramener RAW à sa maison d'origine, le USA Network, avec deux spéciales sur NBC à la clé et un RAW en espagnol sur Telemundo. La semaine du retour de RAW sur USA, Spike TV diffuse une spéciale en direct de la Ultimate Fighting Championship pour être face à face avec RAW.
Le 6 juin 2005, le WWE Champion John Cena changeait de division en étant drafté de SmackDown! à RAW. SmackDown! resta alors sans titre mondial. Le titre le plus important encore en activité était le WWE United States Championship détenu par Orlando Jordan.Batista est drafté de RAW à Smackdown le 30 juin ramenant le World Heavyweight Championship à Smackdown. La première du retour sur USA s'intitule « WWE Homecoming » et comprend le retour de champions de la WWE comme Hulk Hogan, Steve Austin, Mick Foley, Triple H et Vince McMahon avec aussi la présence de nombreuses légendes comme Roddy Piper, Jimmy Hart, Jimmy Snuka et Harley Race. Également, les spectateurs ont eu droit à 30 minutes de Iron Match entre Shawn Michaels et Kurt Angle. Le WWE RAW Homecoming est d'une durée de trois heures, l'édition la plus longue que RAW ait jamais connu dans ses douze ans d'histoire. USA a aussi montré RAW Exposed, une heure des meilleurs moments de RAW durant son précédent passage sur USA. La WWE annonce que RAW a reçu sa plus grande audience en trois années, gagnant plus de six millions de téléspectateurs. La semaine suivante, Vince McMahon renvoie Jim Ross pour ne pas avoir aidé sa famille qui s'est fait dévaster par les Stunners de « Stone Cold » Steve Austin. Jonathan Coachman est nommé au remplacement de Ross, mais après deux semaines, il est remplacé par l'ancien commentateur de la ECW, Joey Styles.
Depuis son retour sur USA Network, WWE.com a hébergé un nouveau service appelé « WWE Unlimited » qui montre en direct ce qui n'est pas montré à RAW lors de la publicité. Il a permis de montrer quelques segments exclusifs notamment le heel turn de Gregory Helms, mais aussi des segments récurrents comme le Kiss Cam de la Diva Maria, mais aussi le WWE Unlimited Trivia, présenté par Todd Grisham, et qui consiste à interroger trois spectateurs au hasard sur l'histoire de la WWE dans la ville. Depuis la mi-juillet 2006, la WWE ne diffuse plus WWE Unlimited sur son site pendant RAW, en partie à cause des plaintes du USA Network sur le fait que WWE Unlimited leur enlève des revenus pendant la publicité.
RAW est parfois enregistré en même temps que SmackDown!, dans ce qui est appelé un WWE SuperShow. L'édition du 14 novembre 2005 était un supershow, et il était enregistré le jour du décès d'Eddie Guerrero dans sa chambre d'hôtel à Minneapolis. Les épisodes de RAW et SmackDown! de la semaine suivante étaient spécialement en hommage à Eddie.

#### 2006

Logo WWE RAW du 11 octobre 2006 au 9 octobre 2011.

Le 9 janvier 2006, RAW revendique qu'il devient le premier dans un programme sportif à diffuser du « sexe en direct », avec Edge et Lita sur un lit placé dans le ring avec Ric Flair et John Cena venant gâcher la « fête ». La WWE annonce que RAW a gagné 16 % d'audience par rapport à la semaine précédente, avec le segment du « sexe en direct » qui a fait la meilleure audience de la soirée pour ce show[réf. nécessaire]. Lors du RAW du 1er mai 2006, Joey Styles annonce qu'il quitte son poste en dénonçant Vince McMahon, la WWE, le divertissement sportif, et le fait que les fans « tombent dans le panneau ». La vacance du poste permet à Jim Ross de faire son retour, mettant ainsi fin à la storyline où Ross se fait renvoyer par Linda McMahon. Ceci permet à Styles de devenir le commentateur de la nouvelle ECW quand elle est lancée en juin. Pendant le RAW du 25 septembre 2006 - la 696e édition à Oklahoma City, Oklahoma, est perturbée par une panne de courant. Un évènement similaire s'est produit le 26 mai 1996 à Florence, Caroline du Sud, pour WWF In Your House 8: Beware of Dog, des suites d'un orage qui s'est abattu sur le Florence Civic Center. Le mardi suivant, Beware of Dog revient à North Charleston, Caroline du Sud, pour finir les trois matchs qui n'ont pu se dérouler. Le 9 octobre 2006, RAW organise une spéciale de trois heures pour le lancement de sa nouvelle saison qui s'intitule « RAW Family Reunion », où la WWE lance un tout nouveau logo et thème musical pour RAW, To Be Loved de Papa Roach. Cette édition comprend des catcheurs des deux autres divisions de la WWE, SmackDown! et la ECW. Le 23 octobre 2006, RAW célèbre sa 700e édition à Chicago.

#### 2007
Courant juin 2007, Timbaland présente son dernier titre avec le groupe suédois The Hives, Throw It On Me, car plusieurs Divas de la WWE sont présentes dans son clip mettant en avant l'univers du catch féminin. Le 25 juin 2007, RAW est diffusé sans spectateurs pour la première fois. L'émission est annulée à la suite du décès de Chris Benoit et de sa famille appris plus tôt dans la journée, au profit d'une diffusion de trois heures sur les meilleurs moments de la carrière de Benoit en sa mémoire. Cette émission hommage n'est pas présentée à l'international après que les circonstances de cette tragédie ont été apprises, dans la plupart des cas comme en France, une compilation de Vengeance 2007 a été diffusée. À compter du 28 juillet en France, RAW est diffusé sur la chaîne de la TNT, NT1 dans la version « International » de 45 minutes tous les samedis sur la chaîne en première partie de soirée avec trois semaines de retard[réf. nécessaire] sur les États-Unis. Le 30 juillet 2007, RAW réalise aux États-Unis un résultat de 2,51 sur l'échelle de Nielsen, ce qui est son score le plus bas en dix ans. Cependant, Nielsen Media Search a annoncé avoir fait une erreur dans son estimation, le score n'était pas aussi faible[réf. nécessaire].
Le 16 décembre, à Armageddon 2007, alors que Chris Jericho porte son fameux surnom de « Walls of Jericho », John « Bradshaw » Layfield intervient en lui donnant un coup de pied sur la tête car ce dernier lui était tombé dessus lors du match, ce qui disqualifie Y2J pour le WWE Championship. Le lendemain, il se présente à RAW, et manifeste son envie de revenir à la lutte, il refait un retour sur les rings et quitte son poste de commentateur pour Smackdown. Début 2008, il fera partie du roster de RAW.

### Passage à la haute définition et fin de la Brand Extension (2008-2012)

#### 2008-2009

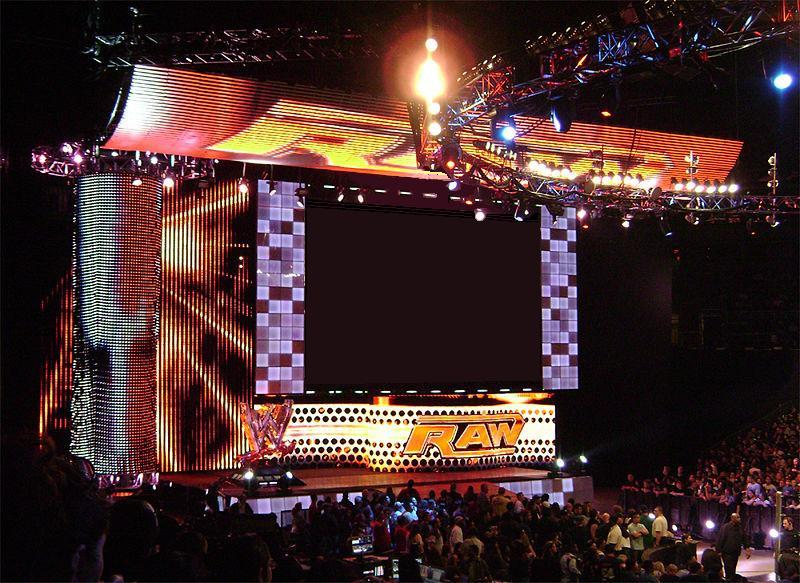
Premier décor de Raw en HD du 21 janvier 2008 au 30 septembre 2011.

Le 7 janvier 2008, la WWE annonce que ses trois divisions (RAW, Friday Night SmackDown!, et ECW) sont désormais diffusées en HD, sous la dénomination « WWE HD », et ce dès le 21 janvier. Mi 2008, la WWE et la chaine française NT1 signent un contrat réduisant la durée entre le direct et la retransmission[réf. nécessaire]. La diffusion entre la France et les États-Unis est désormais espacée de deux semaines environ, (les émissions, SmackDown! et RAW, étant diffusés le vendredi soir et le samedi en première partie de soirée) au lieu de trois semaines. Le 23 juin 2008, pendant le WWE Draft 2008, Ross est transféré de RAW à SmackDown! alors que 'Vintage' Michael Cole fait le chemin inverse, changeant ainsi les positions des commentateurs des deux divisions. Ceci met donc fin au poste de commentateur de Monday Night RAW pour Ross à la suite de près de douze ans d'activité. Le WWE Draft 2008 envoie le champion de la WWE, Triple H, à SmackDown! laissant RAW sans titre mondial. JBL en profite pour appliquer la « loi martiale » afin de prendre le contrôle de la branche en raison de l'absence du general manager et du président Vince McMahon (à la suite de son accident). Le 30 juin 2008, Jim Ross fait ses adieux à RAW, mais Edge intervient et le renvoie au vestiaire[réf. nécessaire]. Il annonce qu'aucune superstar de RAW n'aura de match de championnat pour son titre (le World Heavyweight Championship), Batista intervient et l'attaque. CM Punk utilise sa mallette et remporte le titre d'Edge, ce qui fait revenir le World Heavyweight Championship à RAW mettant ainsi fin à la crise de la division. Le 28 juillet 2008, après un long moment sans general manager, Shane McMahon annonce que Mike Adamle le devient à son tour.
Depuis le 8 septembre 2008, tous les matchs portent le sigle Live RAW afin de fêter le 800e épisode. Le 3 novembre a lieu le 800e épisode au cours duquel Mike Adamle démissionne de son poste de GM de RAW grâce à son frère que RAW lui appartient désormais et qu'elle décide ce qu'il en est. Elle devient donc la nouvelle general manager. Le 8 décembre a eu lieu les Slammy Awards 2008. Le 15 décembre 2008, les champions par équipes, Kofi Kingston et CM Punk perdent leurs titres face à Johnny Morrison et The Miz. Les titres de World Tag Team Championship partent à la ECW.
Randy Orton remporte le Royal Rumble 2009. À No Way Out, Edge est dans l'Elimination Chamber de RAW et gagne le titre de World Heavyweight Championship après avoir attaqué Kofi Kingston ; RAW n'a plus de titre mondial. Lors du RAW du 16 février 2009, Randy Orton porte un RKO sur Stephanie McMahon juste après le match non sanctionné contre Shane McMahon (intervention de The Legacy pour empêcher la victoire de ce dernier). Lors du Raw du 23 février, Vickie Guerrero est nommée general manager de RAW par intérim. Elle est donc general manager de RAW et de WWE SmackDown à la fois. Lors du Raw du 2 mars, Shawn Michaels gagne face à face contre Vladimir Kozlov et devient donc celui qui a brisé l'invincibilité du Russe. À Wrestlemania XXV, John Cena bat Edge et Big Show ramenant ainsi le titre du World Heavyweight Championship à RAW. Le même soir, JBL annonce qu'il quitte la WWE et RAW.De son côté, Triple H parvient à conserver le WWE Championship face à Randy Orton (superstars de RAW), permettant au titre de rester à Smackdown!. The Colóns de Smackdown! parviennent à devenir les premiers WWE Unified Tag Team Championship en unifiant les deux titres par équipe de la WWE.
Lors du Raw du 6 avril 2009, Vickie Guerrero est! nommée General manager de Raw non pas par intérim mais comme GM definitif. Le même soir, Batista effectue son retour sur les rings en attaquant The Legacy et porte une Batista Bomb sur Cody Rhodes. Lors du Raw du 13 avril, se déroule le Draft 2009. À la suite du draft de Triple H à Raw, les deux titres principaux sont à Raw privant Smackdown de tout titre mondial. Les seuls titres encore actifs à Smackdown! sont alors le WWE Intercontinental Championship (détenu par Rey Mysterio) et le WWE Women's Championship (détenu par Melina).
À Backlash 2009, Edge gagne face à John Cena et ramène le World Heavyweight Championship à SmackDown. Lors du draft supplémentaire, Nikki Bella et Brie Bella sont draftées à RAW reformant ainsi l'équipe des Bella Twins et les deux titres de champions par équipes se retrouvent à Raw. Le 25 mai, l'invité spécial de Mr.McMahon était E.Stan Kroenke. Le même soir Mr. Kennedy fait son grand retour. Il quitte la WWE une semaine plus tard, pour avoir exécuté une mauvaise prise durant le match. Lors du Raw du 8 juin, Vickie Guerrero annonce qu'elle quitte son poste de general manager. Edge demande alors le divorce. À la suite de Extreme Rules 2009, Batista se fait sauvagement attaquer par The Legacy. Lors du Raw du 15 juin, les trois titres principaux seront mis en jeu dans une édition spéciale de 3 heures. Le titre de Raw (WWE Championship) sera disputé entre Triple H, Big Show, John Cena et Randy Orton. Le titre de (World Heavyweight Championship) sera disputé entre CM Punk (c), Jeff Hardy et Edge. Le titre de la ECW sera disputé entre Tommy Dreamer (c) et Christian.

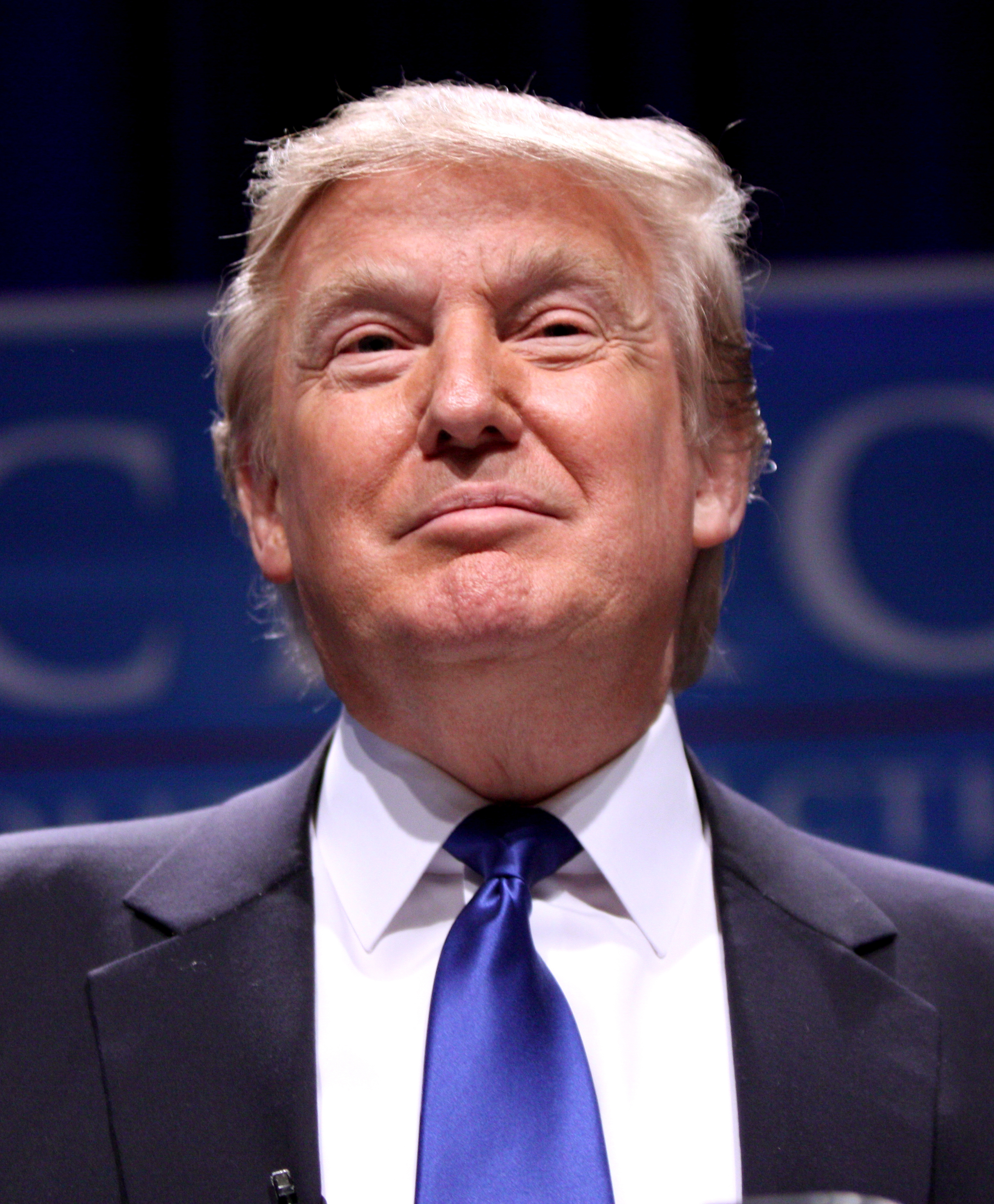
Donald Trump rachète la branche courant 2009 (storyline).

Au cours de la soirée, Vince McMahon annonce qu'il vend RAW à Donald Trump. Ce dernier devient donc le propriétaire de la branche et est désormais intitulé TRUMP RAW. Il annonce que la semaine prochaine, l'édition de RAW sera sans coupures publicitaires et verra Triple H et Randy Orton s'affronter dans un Last Men Standing Match pour le WWE Championship. La semaine suivante, Vince McMahon rachète Monday Night Raw le double du prix vendu et RAW redevient WWE RAW. Depuis le 30 juin, chaque semaine, un nouveau general manager est désigné pour la soirée, un Hall of Famer, acteur et sportif nommé dans l'émission Guest Host.
Lors du Raw du 14 décembre 2009, la D-Generation X (DX) défend son Unified Tag Team Championship gagné la veille d'un match WWE TLC : Tables, Ladders & Chairs (s'agissant là du premier règne ensemble en équipe de Triple H et Shawn Michaels après que le Big Show et Jericho firent jouer leur clause de re-match. Le match est remporté par disqualification permettant à la DX de conserver son trophée. Après le match, DX déclare que Chris Jericho n'avait désormais plus aucune raison d'être à RAW et est escorté hors de l'arène par des agents de sécurité. Durant ce même RAW eut lieu la cérémonie des Slammy Awards, 6e du nom, qui vit récompensés John Cena (Superstar de l'année), Sheamus (Meilleur début de carrière), Chris Jericho et Big Show (Meilleure équipe de l'année), Maria (Diva de l'année), Bob Barker (Meilleur Guest Host de l'année), Undertaker contre Shawn Michaels à Wrestlemania XXV (Match de l'année), CM Punk forçant Jeff Hardy à quitter la WWE après un Steel Cage Match (Moment le plus choquant de l'année), Jeff Hardy à Summerslam sautant sur CM Punk depuis le haut d'une échelle (Moment le plus extrême de l'année remis à Matt Hardy), Michael Cole vomissant sur Chris Jericho lors du 10e anniversaire de SmackDown (Moment le plus amusant de l'année).

#### 2010-2011
Lors de WrestleMania XXVI, John Cena reprend le WWE Championship des mains de Batista avec une prise de soumission - le STF.
Lors de SmackDown du 2 avril 2010, Jack Swagger frappe Edge avec sa mallette Money in the bank, et fait le tombé sur Chris Jericho pour devenir pour la première fois de sa carrière le World Heavyweight Champion. Les deux titres reviennent donc à Raw, jusqu'à ce que Jack Swagger soit drafté à Smackdown. Lors du Draft de 2010, Johnny Morrison, R-Truth, Edge et Chris Jericho sont draftés à RAW. Lors du draft supplémentaire, The Great Khali, Rajin Singh, Ezekiel Jackson, Goldust, The Hart Dynasty (Tyson Kidd, David Hart Smith & Natalya) sont draftés à RAW.
Peu de temps après, Bret Hart devient General Manager de RAW, et organise notamment, le 7 juin, une soirée où le public choisit la stipulation et l'adversaire des matchs de la soirée. À partir de ce soir-là, les rookies de la première saison de WWE NXT envahissent le ring. Ils sont signés deux semaines plus tard. Bret Hart est renvoyé un mois après pour son absence lors de 4-Way Finale et est remplacé par un nouveau general manager, qui reste anonyme et communique par messagerie instantanée.
Lors du Royal Rumble 2011, Booker T et Kevin Nash font leur retour. Alberto Del Rio remporte la bataille avec 40 participants sur le ring en éliminant Santino Marella en dernière position. Pendant l'épisode du 10 janvier, Shawn Michaels est le premier intronisé au WWE Hall of Fame[réf. nécessaire]. Lors de l'épisode de Smackdown du 4 février, Booker T est annoncé comme commentateur et catcheur occasionnel.
Lors de l'édition du 7 février, Vince McMahon fait son retour et annonce qu'un guest host pour WrestleMania XXVII sera annoncé le 14 février lors de Monday Night Raw et cet invité très spécial n'est autre que « The People's Champ », The Rock. Le lundi 21 février 2011, Triple H et l'Undertaker font leur retour. À Wrestlemania 27, Triple H fera face à The Undertaker dans un No Holds Barred Match. Le vainqueur est l'Undertaker mais ne sort pas indemne de ce match, qui l'a écarté des rings. Lors du RAW du 11 avril 2011, Edge annonce sa retraite des rings. Le Draft de 2011 a eu lieu lors de l'édition du 25 avril avec comme nouveaux venus Rey Mysterio, Alberto Del Rio et Big Show. Lors du draft supplémentaire, Beth Phoenix, Chris Masters, Curt Hawkins, Drew McIntyre, JTG, Kelly Kelly, Kofi Kingston, Jack Swagger et Tyler Reks sont draftés à RAW. La division se retrouve sans titre mondial quand CM Punk gagne contre John Cena à Money in the Bank, le jour même où son contrat avec la WWE se termine. Une nouvelle ceinture est remise en jeu dans un tournoi remporté par Rey Mysterio, qui perd le titre le soir même contre John Cena, alors que CM Punk refait son apparition dans le ring. Le 14 août, CM Punk bat John Cena lors de Summerslam, et devient donc le WWE Champion, ensuite Kevin Nash vient attaquer CM Punk puis repart, ce qui offre le titre à Alberto Del Rio venu encaisser son contrat Money In The Bank.

#### Réunion des rosters

Logo de Raw Super Show du 11 octobre 2011 au 16 juillet 2012.

Le 29 août 2011, le roster de SmackDown! participe à RAW, le show est renommé « RAW SuperShow ».

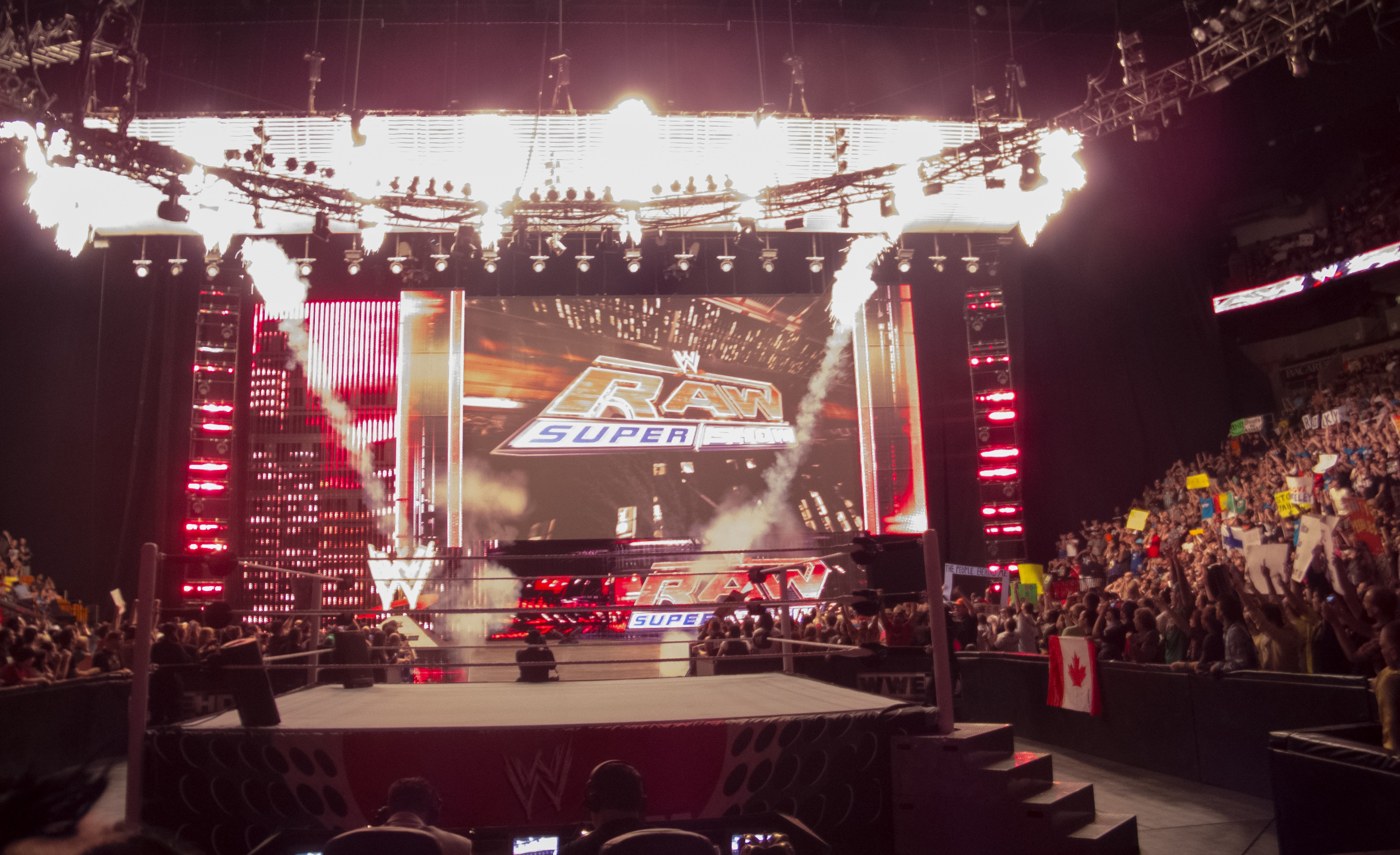
Le décor de Raw Super Show du 11 octobre 2011 au 16 juillet 2012.

Le 18 septembre 2011, à Night of Champions, John Cena bat Alberto Del Rio pour le WWE Championship grâce à son STF. Lors du main event, Triple H bat CM Punk dans un No Disqualification Match grâce à son Pedigree à la suite des interventions de Kevin Nash et de The Awesome Truth. Il conserve donc sa place de COO de la WWE. Le 2 octobre, à Hell in a Cell, Alberto Del Rio récupère le WWE Championship lors du main event en faisant le tombé sur CM Punk pendant que John Cena fut enfermé hors de la cage par Alberto Del Rio et Ricardo Rodriguez. À la fin du match, John Cena attaque le nouveau WWE Champion mais deux hommes cagoulés arrivent et tabassent tout le monde (cadreurs et arbitres compris). Ces deux hommes étaient The Miz et R-Truth. Tout le roster arrive et essaye d'ouvrir la porte de la cage mais en vain. Un arbitre arrive et coupe la chaîne. Par la suite, la Police de La Nouvelle-Orléans arrêtent les membres de The Awesome Truth.. Triple H, COO de la WWE, détruit les membres de The Awesome Truth. Le 3 octobre, à RAW SuperShow, à la suite des lourds incidents survenus à Hell in a Cell, un vote de confiance envers Triple H est organisé. Les superstars, les divas, les commentateurs, les arbitres et les cadreurs votent tous contre et quittent l'arène. Lors du RAW du 14 novembre, Mick Foley effectue son retour a la WWE et présente un segment This You Life avec John Cena.
Lors du Raw du 2 janvier 2012, Chris Jericho effectue son retour à la WWE après 1 ans et demi d'absence. Il revient sans rien dire puis repart sous quelques huées du public. Lors de WrestleMania XXVIII, la team de John Laurinaitis bat celle de Teddy Long. De ce fait, Laurinaitis devient general manager de Raw et de SmackDown. Le 2 avril 2012, Brock Lesnar et A-Train effectuent leur retour. À la suite de la stipulation du match opposant John Cena au Big Show à No Way Out, John Laurinaitis est démis de ses fonctions de général manager de Raw et SmackDown. Plusieurs anciens Général Managers le remplaceront (inclus le GM anonyme, Santino Marella a découvert que c'était Hornswoggle !). Lors de Money in the Bank, John Cena décroche la mallette pour un futur match pour le WWE Championship. Le lendemain à Raw, après le match opposant CM Punk au Big Show, Cena intervient et déclare qu'il encaissera sa mallette lors du 1 000e épisode de Raw

### Passage à un format de3 heures(2012-2016)

#### 2012-2016

Logo de RAW du 23 juillet 2012 au 18 juillet 2016.

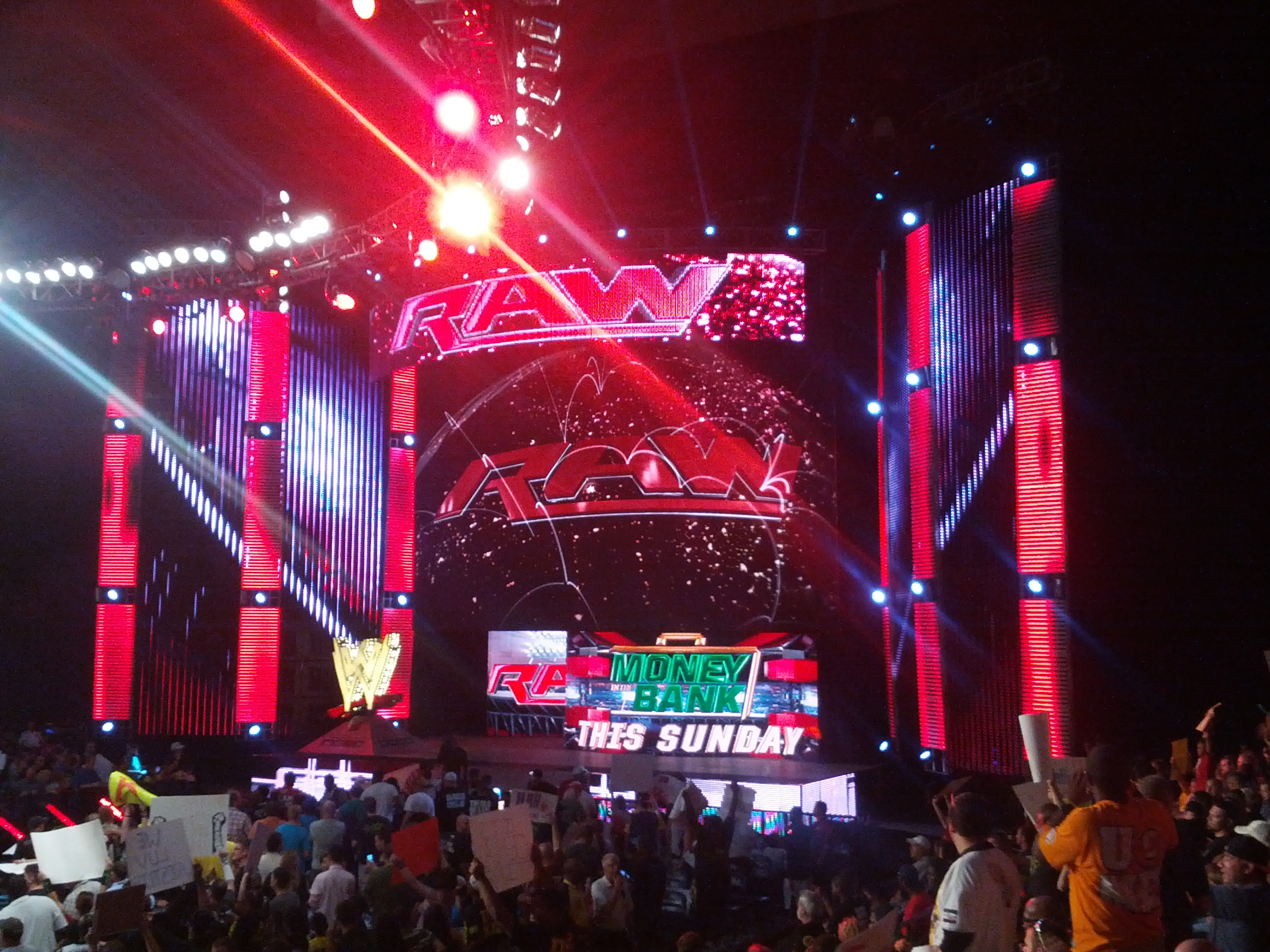
Décor de RAW du 23 juillet 2012 au 18 juillet 2016.

Le 23 juillet 2012, à l'occasion du 1 000e épisode, le show passe à 3 heures de diffusion, et ce de manière permanente. De plus, RAW SuperShow redevient simplement RAW, seul le nom change, le concept visant à introduire des superstars de WWE SmackDown reste inchangé. De nombreuses superstars font leur retour : Brock Lesnar afin de répondre au challenge de Triple H (un match entre eux deux à SummerSlam), The Brothers of Destruction (Kane & The Undertaker), D-Generation X (Shawn Michaels, Triple H, X-Pac & The New Age Outlaws), The Rock, The McMahons (Vince McMahon & Stephanie McMahon), ainsi que de nombreux WWE Hall of Famers. CM Punk y défend le WWE Championship contre John Cena qui a obtenu un match de championnat grâce à sa mallette du Money in the Bank. John Cena devient la première Superstar dans toute l'histoire de la WWE à avoir raté son cash). Le 16 juillet à Raw, un vote est organisé afin de déterminer quel titre sera défendu lors du 1 000e épisode de Raw. Le WWE Intercontinental Championship est choisi avec 36 % contre le WWE Divas Championship avec 34 % et l'WWE United States Championship avec 30 %. Christian défend donc son titre contre The Miz et le perd. Depuis le 25 juin, Raw et WWE SmackDown sont dirigés par un General Manager provisoire (pour une semaine ou un show) sur ordre de Vince McMahon. Lors du 1 000e épisode de Raw, on apprend que le nouveau General Manager de Raw est AJ Lee, qui refuse alors d'épouser Daniel Bryan.

#### 2014-2016
Le 14 janvier RAW fête ses 20 ans. Brock Lesnar effectue son retour après six mois d'absence et Kaitlyn bat Eve Torres et remporte son 1er Divas Championship. Après cette défaite, Eve Torres annonce qu'elle quitte la WWE. Lors du RAW du 11 mars, les Bella Twins effectueront leur retour et s'allient à la Team Rhodes Scholars. Après la victoire de Randy Orton sur Daniel Bryan lors de SummerSlam (2013), le WWE Championship passe de Raw à WWE SmackDown. Le WWE Championship a été retiré par Triple H à Daniel Bryan à RAW parce que l'arbitre avait compté trop vite à Night of Champions (2013) contre Randy Orton donc le titre est vacant. Après la victoire de John Cena contre Alberto Del Rio à Hell in a Cell (2013), le World Heavyweight Championship passe de WWE SmackDown à Raw. Le 15 décembre 2013 à TLC: Tables, Ladders & Chairs, le détenteur de la ceinture, John Cena, affronte l'autre champion majeur de la compagnie, Randy Orton, dans un match d'unification des ceintures mondiales. Ce dernier remporte le match et rejoint ainsi le WWE Championship et le World Heavyweight Championship. Le nom donné à la combinaison des deux titres est WWE World Heavyweight Championship.

### Retour de la Brand Extension (depuis 2016)

Logo de RAW du 25 juillet 2016 au 23 septembre 2019.

Le 22 février 2016 à Raw, Shane McMahon fait son retour après 7 ans d'absence, il annonce son intention de prendre le contrôle de Raw. Son père, le Président Vince McMahon, accepte à condition qu'il batte The Undertaker dans un Hell in a Cell Match à WrestleMania 32. Il perd ce match mais son père lui laisse finalement la direction de Raw pendant un mois jusqu'à Payback où il décide que Shane et sa sœur Stéphanie contrôleront Raw ensemble. Lors de la Brand Extension, Vince McMahon décide de mettre ses enfants en concurrence et leur attribue un show chacun. Stephanie McMahon hérite de la direction de Raw alors que son frère prend en charge SmackDown. Elle nomme Mick Foley comme General Manager. Le show rouge récupère les titres de WWE United States Championship, WWE Tag Team Championship et WWE Women's Championship mais perd le titre mondial du WWE World Championship après le draft de Dean Ambrose vers SmackDown.

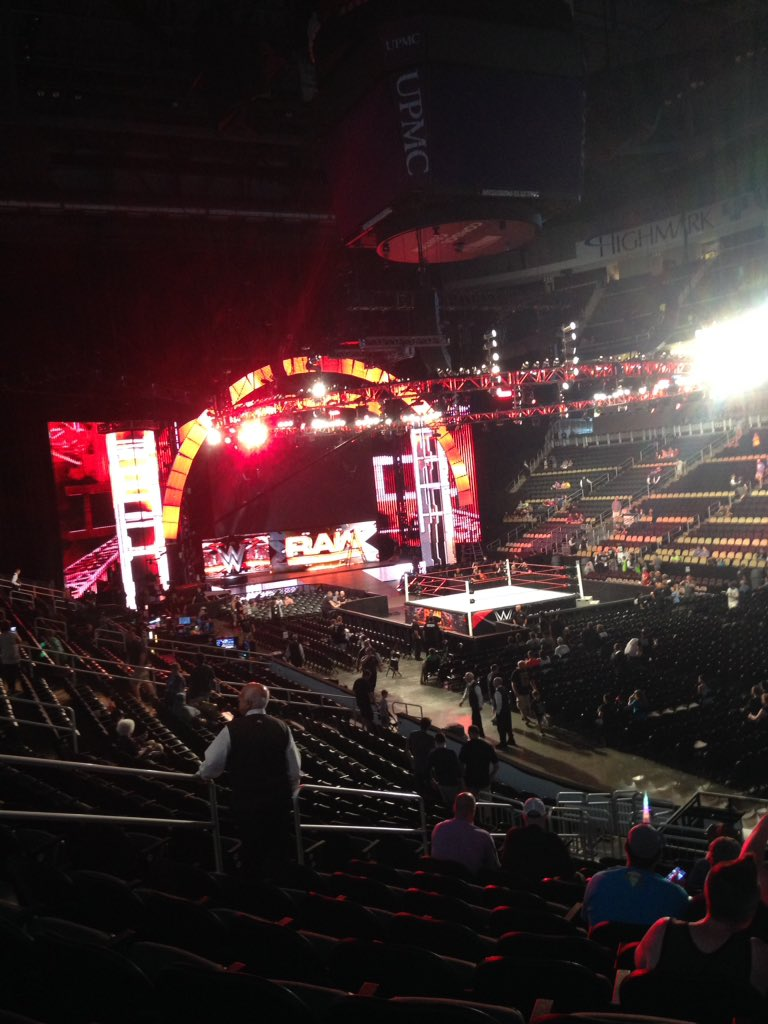
Décor de RAW pour le retour de la Brand Extension du 25 juillet 2016 au 15 août 2016.

Le 25 juillet 2016, on annonce la création d'un nouveau titre mondial : le WWE Universal Championship que remporte Finn Bálor lors de SummerSlam. Dès le lendemain, Mick Foley annonce que Finn Bálor est contraint d'abandonner son titre à la suite d'une dislocation de l'épaule due à son match face à Seth Rollins la veille. Le 29 août 2016, Kevin Owens sort vainqueur d'un fatal 4-way match pour devenir le second Universal Champion. Le Québécois remporte son premier titre mondial grâce à une intervention de Triple H en sa faveur. Le 29 juillet 2016 Superstars redevient le show secondaire de RAW jusqu'à sa fermeture le 25 novembre 2016. Le 19 septembre, la division cruiserweight (catcheurs pesant moins de 93 kg) fait son retour à Raw et met en scène plusieurs participants du WWE Cruiserweight Classic, dont son vainqueur T.J. Perkins, qui a été couronné premier WWE Cruiserweight Champion.
Le 17 octobre 2016 à Raw, Goldberg fait son retour à la WWE après 12 ans d'absence, il accepte un match contre Brock Lesnar qui l'avait défié la semaine précédente. Lors de Hell in a Cell, pay-per-view exclusif à Raw, se déroule le premier match Hell in a Cell féminin entre Sasha Banks et Charlotte Flair, qui est également le premier main-event féminin lors d'un pay-per-view à la WWE. Lors du Raw post-WrestleMania du 3 avril 2017, Vince McMahon nomme Kurt Angle au poste de General Manager en remplacement de Mick Foley renvoyé par Stephanie McMahon. Le médaillé olympique fait son retour à la WWE après 11 ans d'absence. Le 10 avril se déroule le premier Superstar Shake-up dans lequel les deux divisions de la WWE s'échangent leurs catcheurs. Ainsi, Dean Ambrose est transféré à RAW avec son WWE Intercontinental Championship mais le show rouge perd le WWE United States Championship avec le départ de Kevin Owens vers SmackDown Live. Byron Saxton et David Otunga échangent également leur place respective de commentateur à RAW et SmackDown Live.
Lors du RAW post-Royal Rumble du 29 janvier 2018, Stephanie McMahon a annoncé qu'après le tout premier Royal Rumble Féminin, la division féminine aller de nouveau monter d'un niveau avec le tout premier Elimination Chamber match féminin qui aura lieu lors du PPV Elimination Chamber, avec comme en jeu le titre de championnat féminin de Raw détenu actuellement par Alexa Bliss. Le 19 février à Raw, se déroule un Gaunlet match entre sept catcheurs, ce match a duré 1 heure et 47 minutes ce qui est un record à la WWE. Le précédent record daté de 1964 lors d'un match entre Bruno Sammartino et Waldo Von Erich (1 heure et 21 minutes). Lors de ce gaunlet match, Seth Rollins établit également un record, celui de la plus longue présence dans un match de RAW en restant sur le ring 1 heure et 5 minutes.

#### Mauvaise audience et un nouvel élan
À la suite de la plus mauvaise audience de l'histoire de RAW en décembre 2018, les dirigeants de la WWE réagissent.[réf. nécessaire]

Logo de RAW depuis le 30 septembre 2019.

Après quelques mois hors écran, Vince McMahon débarque à RAW la semaine suivante avec son fils, Shane McMahon, sa fille, Stéphanie McMahon et son gendre, Triple H. Stéphanie indique que c'est le moment de prendre un nouveau départ et que la WWE donne au public le pouvoir, quant à Triple H, il affirme que l'époque des dirigeants absents sont terminés et qu'ils vont désormais donner au public ce qu'ils veulent. De nouvelles superstars seront désormais mis en avant.
Dans le même mois, l'épisode de RAW du 25 décembre, réalise une nouvelle fois la pire audience de l'histoire du show.
À la suite du passage de SmackDown vers la FOX au mois d'octobre 2019, la WWE organise un draft pour répartir les catcheurs pour que RAW et SmackDown aient chacun un roster propre. Ainsi, le show rouge se voit attribuer entre autres Seth Rollins, Becky Lynch, Randy Orton, AJ Styles et Charlotte Flair.
En raison de la pandémie de coronavirus, RAW se déroule au Performance Center et sans public à partir du 16 mars 2020.[réf. nécessaire] Le 4 mai, RAW réalise la pire audience de son histoire avec 1,686 million de téléspectateurs. Le 11 mai, la championne Becky Lynch annonce sa grossesse et donc qu'elle sera absente pendant plusieurs mois, elle remet sa ceinture à Asuka qui a remporté le Money in the Bank ladder match la veille[réf. nécessaire]. RAW connait sa nouvelle pire audience historique le 13 juillet avec 1,561 million de téléspectateurs. Ce record est battu le 14 décembre 2020 avec 1,520 million de téléspectateurs puis le 5 juillet 2021 avec 1,472 million.

## Championnats
Raw dispose de six championnats : trois championnats masculins (un mondial, un secondaire et un par équipe) et trois championnats féminins : un mondial, un secondaire et un autre par équipe qui peut être défendu dans les trois branches : Raw, SmackDown et NXT.

| WWE Raw                                   | WWE Raw                                              | WWE Raw          | WWE Raw   | WWE Raw           | WWE Raw                                   | WWE Raw   |
| Titre                                     | Champion(nes) actuel(s)                              | Date de victoire | Durée     | Événement         | Ancien(nes) champion(nes)                 | Référence |
| ----------------------------------------- | ---------------------------------------------------- | ---------------- | --------- | ----------------- | ----------------------------------------- | --------- |
| WWE World Heavyweight Championship        | Seth Rollins (2)                                     | 2 août 2025      | 11 jours  | SummerSlam (2025) | CM Punk (4)                               |           |
| WWE Intercontinental Championship         | Dominik Mysterio (1)                                 | 20 avril 2025    | 115 jours | WrestleMania 41   | Bron Breakker (2)                         |           |
| WWE Women's World Championship            | Naomi (1)                                            | 13 juillet 2025  | 31 jours  | WWE Evolution     | Iyo Sky (1)                               |           |
| WWE Women's Intercontinental Championship | Becky Lynch                                          | 7 juin 2025      | 67 jours  | Money in the Bank | Lyra Valkyria (1)                         |           |
| WWE World Tag Team Championship           | The Judgment Day (Finn Bálor (4) et JD McDonagh (2)) | 30 juin 2025     | 44 jours  | Raw               | The New Day (5)                           |           |
| Inter-branded                             |                                                      |                  |           |                   |                                           |           |
| WWE Women's Tag Team Championship         | Alexa Bliss (4) et Charlotte Flair (2)               | 2 août 2025      | 11 jours  | SummerSlam (2025) | Roxanne Perez (1) et Raquel Rodriguez (5) |           |

## Pay-per-views exclusif

### Première Brand Extension(2002-2007)
| Pay-per-view          | période     |
| --------------------- | ----------- |
| Insurrextion          | (2002)      |
| Armageddon            | (2003)      |
| Bad Blood             | (2003-2004) |
| Unforgiven            | (2003-2006) |
| Backlash              | (2004-2006) |
| Vengeance             | (2004-2006) |
| Cyber Sunday          | (2004-2006) |
| New Year's Revolution | (2005-2007) |

### Deuxième Brand Extension (2016-2018)
| Pay-per-view                  | période(s) |
| ----------------------------- | ---------- |
| Hell in a Cell                | 2016       |
| Roadblock                     | 2016       |
| Clash of Champions            | 2016       |
| Fastlane                      | 2017       |
| Payback                       | 2017       |
| Extreme Rules                 | 2017       |
| Great Balls of Fire           | 2017       |
| No Mercy                      | 2017       |
| TLC: Tables, Ladders & Chairs | 2017       |
| Elimination Chamber           | 2018       |

## Production

### Diffusion aux États-Unis
| Saison    | Année       | Jour  | Chaîne                               | notes |
| --------- | ----------- | ----- | ------------------------------------ | --- |
| 1 a 7     | 1993-2000   | Lundi | USA Network et puis TNN              | Période WWF Monday Night RAW.Également durant cette période le show est diffusé tout public à la télévisons aux États-Unis. Durant la Période Ère Attitude WWF Monday Night RAW et renommé WWF Raw is WAR. En 1997, le show est interdit aux moins de 14 ans. |
| 8 a 12    | 2000-2005   | Lundi | USA Network et puis TNN\Spike        | En 2001 il y aura Invasion des catcheurs et des catcheuses de la World Championship Wrestling (WCW) et Extreme Championship Wrestling (ECW) et début de la WWF Brand Extension (première). Et le show changera encore de nom de WWF RAW is War a un simplement WWF RAW. En 2002 durent la période de la Ruthless Agression Era, à la suite d'un procès contre World Wide Fund for Nature (WWF) la World Wrestling Federation change de nom et devin la World Wrestling Entertainment (WWE) WWF RAW devint WWE RAW. En 2003, The Nashville Network (TNN) change de nom pour Spike TV. |
| 13 a 30   | 2005-2024   | Lundi | Spike et puis retour sur USA Network | Depuis 2005 RAW est de retour sur USA Network. Également c'est la dernière période où le show et au moins de 14 ans. Arrive en 2008 la Période de La « PG Era » ce qui rend le catch tout public au télévision américaine et passage à la haute définition (HD). Période de Raw Supershow et format de 3h. En 2014 Période de La Reality Era. en 2016 Retour de la Brand Extension et période de La « New Era » et la « Women's Révolution, en 2020 la WWE subit le covid. |
| 30 depuis | depuis 2025 | Lundi | Netflix                              | La WWE a signé un nouveau contrat, avec Netflix pour avoir une diffusion mondial. |

### Épisodes spéciaux
Les épisodes spéciaux ont la particularité de durer plus longtemps que les épisodes classiques (de 2 à 3 heures). À partir du 1 000e épisode, Raw dure désormais 3 heures, ne laissant aux épisodes spéciaux qu'un thème particulier pour se distinguer des épisodes classiques.
| Épisode                                       | Date                                 | Notes |
| --------------------------------------------- | ------------------------------------ | --- |
| WWF Monday Night Raw                          | 11 janvier 1993                      | Le premier épisode de WWF Monday Night RAW. |
| Raw Bowl                                      | 1er janvier 1996                     | La WWF fête le nouvel an. |
| Raw Championship Friday                       | 6 septembre 1996                     | un RAW exceptionnellement un vendredi. |
| Royal Rumble Raw                              | 3 février 1997                       | Première diffusion Raw de deux heures est une compilation du Royal Rumble 1997 |
| Thursday Raw Thursday                         | 13 février 1997                      | Ce RAW a lieu exceptionnellement un jeudi car Shawn Michaels doit laisser vacant le WWF World Heavyweight Championship pour cause de blessure et Dernier épisode spécial de WWF Monday Night RAW. |
| Raw Saturday Night                            | 13 février 1999                      | Premier épisode spéciaux de RAW IS WAR exceptionnellement diffusé un samedi.Et qui se déroule au Canada. |
| Raw is Owen                                   | 24 mai 1999                          | La WWF rend hommage à Owen Hart, le frère de Bret Hart. |
| Raw is War                                    | 26 mars 2001                         | Dernier épisode RAW IS WAR spéciaux. Sur les dernières nuits des Monday Night Wars, Vince McMahon organise une diffusion simultanée avec la WCW Monday Nitro à l'adresse sur l'achat de la WCW par le WWF. Ceci marque le début de le scénario d'Invasion. |
| WWF Draft 2002                                | 25 mars 2002                         | Unique épisode spécial de WWF RAW. Début de la WWF Brand Extension et premier draft de l'histoire de la WWF. |
| Raw Roulette                                  | 7 octobre 2002                       | Premier épisode spécial de WWE RAW 1re édition, introduit par le GM de Raw, Eric Bischoff, avec les catcheurs de Raw et SmackDown!. |
| Raw X Anniversary                             | 13 janvier 2003                      | l'épisode se déroule à New York, WWE RAW fête son 10e anniversaire avec les catcheurs de Raw et SmackDown!. Des récompenses sont remises, ainsi que la diffusion d'archives de la 1re décennie du show rouge. |
| Raw Roulette 2003                             | 7 octobre 2003                       | La 2e édition qui a comporté avec Raw et Smackdown! le match vedette, le premier Steel Cage match des divas de la WWE (Lita vs Victoria). |
| WWE Draft 2004                                | 22 mars 2004                         | Le 2e draft de l'histoire de RAW. |
| Live $250,000 Raw Diva Search Casting Special | 12 juin 2004                         | Une Diva remportera le concours avec comme juges Chris Jericho, Edge, Randy Orton et Triple H. |
| Raw Homecoming                                | 3 octobre 2005                       | RAW fait son retour sur USA Network, d'une durée de 3 heures. |
| Eddie Guerrero Tribute Show                   | 14 novembre 2005                     | La WWE rend hommage à Eddie Guerrero. |
| Tribute to the Troops                         | 19 décembre 2005                     | Le premier RAW qui se passe en Irak. |
| Raw Family Reunion                            | 9 octobre 2006                       | Premier épisode avec la participation de la ECW. |
| WWE Tribute to the Troops                     | 25 décembre 2006                     | RAW se passe en Afghanistan. |
| Draft 3-Hour Special                          | 11 juin 2007                         | Le premier draft de l'histoire de RAW, avec SmackDown, et la première participation de la ECW. |
| Chris Benoit 3-Hour Memorial                  | 25 juin 2007                         | La WWE rend hommage à Chris Benoit. En France et à l’international, cet événement ne fut pas diffusé. À la suite du double meurtre-suicide de Chris Benoit et de sa famille, la WWE a remplacé cet épisode par le pay-per-view Vengeance : Night of Champions. |
| Raw 15th Anniversary                          | 10 décembre 2007                     | RAW fête son 15e anniversaire. |
| Tribute to the Troops                         | 24 décembre 2007                     | Le dernier RAW qui se passe en Irak. |
| Raw Roulette 2008                             | 7 janvier 2008                       | La 3e édition qui a comporté les membres de Raw, Smackdown et ECW. Les stipulations étaient décidées par la roulette tournée par les Divas. |
| King of the Ring 2008                         | 21 avril 2008                        | Tournoi du King of the Ring où William Regal a gagné. |
| WWE Draft (2008)                              | 23 juin 2008                         | Le quatrième draft de l'histoire de RAW. |
| Raw's 800th Episode                           | 3 novembre 2008                      | RAW fête son 800e épisode. |
| Slammy Awards 2008                            | 8 décembre 2008                      | Soirée où des récompenses sur les performances de l'année 2008 sont données aux catcheurs. La Superstar de l'année 2008 fut Chris Jericho et la diva de l'année Beth Phoenix. |
| WWE Draft (2009)                              | 13 avril 2009                        | Le cinquième draft de l'histoire de RAW. Dernière participation de la ECW. |
| WWE 3 For All                                 | 15 juin 2009                         | Show spécial de la division RAW au cours duquel sont remis en jeu tous les titres mondiaux de la WWE. La WWE annonce que Donald Trump est le nouveau general manager et président de RAW. Dernière participation où les membres ECW sont à RAW. |
| Trump RAW                                     | 22 juin 2009                         | Le seul épisode de RAW sous l'ordre de Donald Trump. |
| RAW Special Thanksgiving                      | 23 novembre 2009                     | RAW fête Thanksgiving. |
| Slammy Awards 2009                            | 14 décembre 2009                     | Soirée où des récompenses sur les performances de l'année 2009 sont données aux catcheurs. La Superstar de l'année 2009 fut John Cena et la diva de l'année Maria. Avec les catcheurs de Raw et SmackDown et la ECW (dernière participation avant sa fermeture.) |
| Raw's 17th Birthday                           | 11 janvier 2010                      | RAW fête son 17e anniversaire. |
| Raw's WrestleMania Rewind                     | 15 mars 2010                         | Rediffusion de grand match de WrestleMania et apparition de Steve Austin. |
| Raw is HBK                                    | 29 mars 2010                         | Shawn Michaels dit au revoir à ses proches et les fans avant de saluer une dernière fois la foule et de quitter définitivement la WWE après 25 ans de carrière. |
| Monday Night SmackDown                        | 19 avril 2010                        | À cause du nuage de cendres en Europe causé par L'Eyjafjöll en Islande, les superstars de RAW sont bloquées à Belfast et ne peuvent revenir aux États-Unis pour le show. La WWE a donc décidé que les superstars de SmackDown « envahiraient » RAW, même si Triple H et Vladimir Kozlov étaient présents (ils ne participaient pas aux house shows en Europe). Lilian García revient à la WWE en remplaçant de Justin Roberts, bloqué au Royaume-Uni. |
| WWE Draft (2010)                              | 26 avril 2010                        | Le septième Draft de l'histoire de RAW. C'est le premier Draft depuis la fermeture de la ECW. |
| Commercial-Free Raw                           | 17 mai 2010                          | Le deuxième Raw sans publicité aux États-Unis seulement et Apparition de l'astronaute Buzz Aldrin. |
| WWE Viewer's Choice                           | 7 juin 2010                          | Les matchs de la soirée se décidaient par vote du public sur Internet (stipulations ou adversaires). |
| Raw's 900th episode                           | 30 août 2010                         | Raw fête son 900e épisode. |
| Raw Roulette                                  | 13 septembre 2010                    | Les stipulations étaient décidées par la roulette tournée par les Divas. |
| RAW is Old School                             | 15 novembre 2010                     | Décor à l'ancienne ainsi que présence des Légendes. |
| King of the Ring                              | 29 novembre 2010                     | Tournoi du King of the Ring remporté par Sheamus. |
| Slammy Awards 2010                            | 13 décembre 2010                     | Soirée où des récompenses sur les performances de l'année 2010 sont données aux Superstars de la WWE. |
| WWE Draft (2011)                              | 25 avril 2011                        | Le huitième Draft de l'histoire de RAW. |
| The Rock's Birthday Bash                      | 2 mai 2011                           | Raw spécial pour l'anniversaire de The Rock. |
| Raw All Stars Night                           | 13 juin 2011                         | Raw spécial faisant référence au jeu vidéo WWE All Stars. |
| RAW Power to the people                       | 20 juin 2011                         | Raw spécial dans lequel le public choisit les matchs et les stipulations. |
| Raw Roulette 2011                             | 27 juin 2011                         | Il s'agit de la 5e édition. Les stipulations des matchs sont décidées par la roulette. Cette édition est marquée par le shoot en public de CM Punk. |
| Raw gets Rocked                               | 14 novembre 2011                     | Show de 3 heures : présence de The Rock 'n' Sock Connection. |
| Slammy Awards 2011                            | 12 décembre 2011                     | Soirée où des récompenses sur les performances de l'année 2011 sont données aux Superstars de la WWE. |
| Raw Supershow Extreme                         | 23 avril 2012                        | Soirée où les stipulations externes sont données aux Superstars et divas de la WWE. |
| RAW 1000                                      | 23 juillet 2012                      | Raw fête son 1 000e épisode. Le show passe définitivement à un format de 3 heures avec la participation de Charlie Sheen (via Skype), des Hall of Famers (Shawn Michaels, Jim Duggan, Roddy Piper, Mae Young, Bret Hart, Howard Finkel, Road Warrior Animal, Roddy Piper, Sgt. Slaughter) et des légendes Vince McMahon, Stephanie McMahon, Triple H, X-Pac, New Age Outlaws, Dude Love, Trish Stratus, The Rock, Lita, Acolytes Protection Agency, Bob Backlund, Diamond Dallas Page, Doink the Clown, Rikishi, Sycho Sid, Vader & The Brothers of Destruction). |
| Shawn Michaels Appreciation Night             | 6 août 2012                          | 2 ans demi après sa retraite fait son retour Shawn Michaels a la WWE pour être Général Manager le temps d'une soirée. |
| Slammy Awards 2012                            | 17 décembre 2012                     | Soirée où des récompenses sur les performances de l'année 2012 sont données aux superstars de la WWE. |
| Raw Christmas Special                         | 24 décembre 2012                     | RAW fête noël. |
| Champion's Choice                             | 31 décembre 2012                     | Lors de ce show, tous les titres sont remis en jeu. Les champions choisissent leur adversaire. |
| Raw's 20th Anniversary Celebration            | 14 janvier 2013                      | Raw fête ses 20 ans. |
| Raw Roulette 2013                             | 27 juin 2013                         | Il s'agit de la 6e édition. Les stipulations des matchs sont décidées par la roulette. |
| RAW Old School (2013)                         | 4 mars 2013                          | The Undertaker fait son retour durant le show. |
| Raw is Paul Bearer                            | 11 et 27 mars 2013                   | La WWE rend hommage à Paul Bearer et à Bret Hart. |
| 'Raw is Bret Hart                             | 11 et 27 mars 2013                   | La WWE rend hommage à Paul Bearer et à Bret Hart. |
| Raw Country                                   | 18 novembre 2013                     | Épisode se déroulant à Nashville, Tennessee, avec la participation du groupe de country Florida Georgia Line, originaire de Nashville. |
| Slammy Awards 2013                            | 9 décembre 2013                      | Soirée où des récompenses sur les performances de l'année 2013 sont données aux superstars de la WWE. |
| Raw Christmas Special                         | 23 et 30 décembre 2013               | RAW fête Noël et le jour de l'an. |
| Raw New Year's Special                        | 23 et 30 décembre 2013               | RAW fête Noël et le jour de l'an. |
| Raw Old School                                | 6 janvier 2014                       | Décor à l'ancienne ainsi que présence des Légendes. |
| Occupy Raw                                    | 10 mars 2014                         | Les fans décident de la soirée. |
| Raw is Ultimate Warrior                       | 14 avril 2014                        | La WWE rend hommage à l'Ultimate Warrior. |
| Raw 1100                                      | 23 juin 2014                         | Raw fête son 1100e épisode |
| Hulk Hogan Birthday Celebration Show          | 11 août 2014                         | La WWE fête les 61 ans de Hollywood Hulk Hogan avec Gene Okerlund Jimmy Hart, Paul Orndorff, Kevin Nash et Scott Hall. C'est la première apparition de New World Order (« Hollywood » Hulk Hogan, Kevin Nash et Scott Hall) depuis 2002. |
| Slammy Awards 2014                            | 8 décembre 2014                      | Soirée où des récompenses sur les performances de l'année 2014 sont données aux superstars de la WWE. |
| Raw Christmas Special                         | 22 et 29 décembre 2014               | RAW fête Noël et le jour de l'an. |
| Raw New Year's Special                        | 22 et 29 décembre 2014               | RAW fête Noël et le jour de l'an. |
| Raw is John Cena                              | 5 janvier 2015                       | Une édition spéciale pour fêter les 10 ans de John Cena à RAW. |
| Raw Réunion                                   | 19 janvier 2015                      | Une édition spéciale de Raw avec Hulk Hogan, Ric Flair, Acolytes Protection Agency, The New Age Outlaws, The Kliq et la première apparition de Sting à RAW. |
| King of the Ring 2015                         | 27 et 28 avril 2015                  | Après 4 ans et demi d'absence, le King of the Ring fait son retour à la WWE, remporté par Wade Barrett. |
| Slammy Awards 2015                            | 21 décembre 2015                     | Soirée où des récompenses sur les performances de l'année 2015 sont données aux superstars de la WWE. |
| #Thank you Daniel Bryan                       | 8 février 2016                       | Daniel Bryan prend sa retraite des rings, la WWE lui rend un hommage retraçant toute sa carrière. |
| Raw 1200                                      | 23 mai 2016                          | Raw fête son 1200e épisode. |
| Raw Halloween                                 | 31 octobre 2016                      | RAW fait Halloween : les combats sont avec les superstars déguisés. |
| Raw Shake-Up                                  | 10 avril 2017                        | La WWE organise un épisode de Raw avec SmackDown où ils organisent un Superstar Shake-Up, une variante d'un WWE Draft. |
| Raw Christmas                                 | 25 décembre 2016 et 1er janvier 2017 | RAW fête Noël et le jour de l'an. |
| RAW 25                                        | 22 janvier 2018                      | l'épisode de Raw d'une durée de trois heures pour fêter les 25 ans de RAW avec de nombreux retours. Cet épisode se déroule simultanément au Barclays Center avec Vince McMahon, Stephanie McMahon, Shane McMahon, Steve Austin, The Dudley Boyz, Jonathan Coachman, Harvey Wippleman, The Brooklyn Brawler, Teddy Long, Brother Love, The Boogeyman, Chris Jericho et au Manhattan Center (lieu où s'est déroulé le premier épisode de RAW) avec The Undertaker, X-Pac, Shawn Michaels, Triple H, New Age Outlaws, Razor Ramon                                    |
| Raw Shake-Up                                  | 16 avril 2018                        | La WWE organise un épisode de Raw avec SmackDown où ils organisent un Superstar Shake-Up, une variante d'un WWE Draft. |
| Raw 1300                                      | 23 avril 2018                        | Célèbre le 1300e épisode de Raw. |
| Raw Reunion                                   | 22 juillet 2019                      | Un épisode spécial de Raw mettant en vedette des WWE Hall of Famers (Rikishi, D-Von Dudley, Jimmy Hart, Hulk Hogan, Booker T, Torrie Wilson, Pat Patterson, Gerald Brisco, Alundra Blayze, Kurt Angle, Sgt. Slaughter, Ted DiBiase, Ron Simmons, Jerry Lawler, The Kliq, Road Dogg, Mick Foley, Ric Flair & Steve Austin) et des Legendes (Kaitlyn, Santino Marella, Eve Torres, The Boogeyman, Kelly Kelly, Candice Michelle, Melina, Rob Van Dam & The Hurricane)                                                                                               |
| Raw Season Premiere                           | 30 septembre 2019                    | Début de la saison 2019-2020 de RAW et qui propose un nouveau theme song, nouveau logo. |
| WWE Draft (2019)                              | 14 octobre 2019                      | Deuxième soirée de draft. |
| Raw 3:16 Day                                  | 16 mars 2020                         | Premier épisode en direct du Performance Center après la pandémie de Covid-19. Apparition spéciale de Steve Austin. |
| WWE Draft (2020)                              | 12 octobre 2020                      | Deuxième soirée de draft. |
| Raw Legends Night                             | 4 janvier 2021                       | Premier RAW de 2021. Apparition de nombreuses légendes et Hall of Famers durant la soirée (Hulk Hogan, Theodore Long, Alicia Fox, Mickie James, Sgt. Slaughter, Big Show, Tatanka, Ric Flair, Jimmy Hart, Mark Henry, Mike Rotunda, Melina, Molly Holly, The Boogeyman, Ron Simons, Booker T, Jeff Jarrett, Goldberg) |
| WWE Draft (2021)                              | 4 octobre 2021                       | Deuxième soirée de draft. |
| Raw 1500                                      | 21 février 2022                      | Épisode célébrant le 1500ème épisode de Raw. |
| Raw Is XXX                                    | 23 janvier 2023                      | Épisode célébrant les 30 ans de Raw. Apparition de légendes comme Undertaker, Shawn Michaels, Hulk Hogan, Triple H, Brock Lesnar. |
| WWE Draft (2023)                              | 1er mai 2023                         | Deuxième soirée de draft. |
| Raw Halloween                                 | 30 octobre 2023                      | Épisode spécial Halloween proposant également un Trick or Street Fight |
| Raw First Hour Commercial-Free                | 27 novembre 2023                     | La première heure de RAW était diffusée sans publicités. Épisode marquant le retour de Randy Orton (absent depuis mai 2022) et de CM Punk (qui a quitté la WWE en janvier 2014). |
| Raw Day 1                                     | 1er janvier 2024                     | Premier RAW de 2024. Épisode proposant le retour de The Rock et un match pour le titre poids-lourd opposant Seth Rollins et Drew McIntyre. |
| WWE Draft (2024)                              | 29 avril 2024                        | Deuxième soirée de draft. |
| Raw in Saudi Arabia                           | 4 novembre 2024                      | Édition spéciale de RAW en direct de Riyad, Arabie saoudite. |
| Raw Netflix                                   | 6 janvier 2025                       | Premier épisode de RAW sur Netflix. |

### Segments récurrents
| Segment                          | Invité                                 | Date                                                   | Notes |
| -------------------------------- | -------------------------------------- | ------------------------------------------------------ | --- |
| The King's Court                 | Jerry Lawler                           | 1993-présent                                           | Segment d'entrevue dans le ring. |
| The Heartbreak Hotel             | Shawn Michaels                         | 1994                                                   | Segment d'entrevue dans le ring. |
| The Brother Love Show            | Brother Love                           | 1995-1996                                              | Segment d'entrevue dans le ring. |
| The Pillman XXX Files            | Brian Pillman                          | 1997                                                   | Segment de vidéo. |
| The Love Shack                   | Dude Love                              | 1998                                                   | Segment d'entrevue dans le ring. |
| Highlight Reel                   | Chris Jericho                          | 2003-2005 2008, 2010 2012-2014 2016-2018               | Segment d'entrevue dans le ring. |
| White Boy Challenge              | Rodney Mack Theodore R. Long           | 2003                                                   | Cinq minutes avec des talents caucasiens. |
| WWE Diva Search                  | Jonathan Coachman The Miz Todd Grisham | 2004-2007                                              | Segment du WWE Diva Search. |
| Masterlock Challenge             | Chris Masters                          | 2005-2007, 2010                                        | Défi de soumission avec la prise Masterlock. Terminé depuis que Bobby Lashley a brisé la prise. |
| Kurt Angle Invitational          | Kurt Angle                             | 2005                                                   | Trois minutes de défi avec Angle. |
| Carlito's Cabana                 | Carlito                                | 2005 2007-2008                                         | Segment d'entrevue dans le ring. Terminé après qu'il a été drafté à SmackDown. |
| Piper's Pit                      | Roddy Piper                            | 2005, 2010                                             | Segment d'entrevue dans le ring. |
| The Cutting Edge                 | Edge                                   | 2005-2007, 2010, 2013-2014                             | Segment d'entrevue dans le ring. Terminé après qu'il a été drafté et retraité. Cependant d'autres segments auront lieu. |
| V.I.P. Lounge                    | Montel Vontavious Porter               | 2009– présent                                          | Segment d'entrevue dans le ring. Terminé après que M.V.P a été drafté en 2010 à SmackDown. |
| Khali Kiss Cam                   | The Great Khali                        | 2010, 2011                                             | Segment avec The Great Khali et ses fans. |
| Miz TV                           | The Miz                                | 2012-2016, 2017- présent                               | Segment d'entrevue dans le ring animé par The Miz |
| The Cutting Edge Peep Show       | Edge et Christian                      | 2014                                                   | Segment d'entrevue dans le ring animé par Edge et Christian |
| #BNB                             | Bad News Barrett                       | 2013-2014                                              | Segment de mauvaises nouvelles animé par Bad News Barrett arrêté à la suite d'une blessure de Barrett. |
| The Daily Show with Seth Rollins | Seth Rollins                           | 2015                                                   | Segment d'entrevue dans le ring, parodiant The Daily Show de Jon Stewart |
| John Cena's US Open Challenge    | John Cena                              | 30 mars-17 août 2015 28 septembre 2015-26 octobre 2015 | inauguré par John Cena le lendemain de sa victoire pour le titre des États-Unis. Chaque semaine à RAW Cena affronte un catcheur pour son titre. Arrêté à la suite de la défaite de John Cena à SummerSlam. Puis repris à la suite de sa victoire contre Seth Rollins lors de Night of Champion. Fin US Open Challenge à la suite de la victoire de Alberto Del Rio lors de Hell In a Cell (2015). |
| The Rose Bush                    | Adam Rose                              | 2015                                                   | Des vignettes avec Adam Rose et d'autres superstars. |
| The Ambrose Asylum               | Dean Ambrose                           | 2016                                                   | Segment d'entrevue dans le ring. |
| The Rollins Report               | Seth Rollins                           | 2016-...                                               | Segments vidéo. |
| The Kevin Owens Show             | Kevin Owens                            | 2017-présent                                           | Segment d'entrevue dans le ring. |

### Thème musical
| Titre de la musique                                  | Interprète                    | Dates                                                                   | Notes |
| ---------------------------------------------------- | ----------------------------- | ----------------------------------------------------------------------- | --- |
| Monday Night RAW                                     | Jim Johnston                  | 11 janvier 1993 au 3 mars 1997                                          | Thèmes utilisés pendant la période WWF Monday Night Raw. |
| Raw                                                  | Jim Johnston                  | 1993–1994                                                               | Thèmes utilisés pendant la période WWF Monday Night Raw. |
| I Like It RAW                                        | Jim Johnston                  | 1995                                                                    | Thèmes utilisés pendant la période WWF Monday Night Raw. |
| The Beautiful People                                 | Marilyn Manson                | 10 mars 1997 au 24 mars 1997                                            | Thèmes utilisés pendant la période WWF Monday Night Raw. |
| Thorn In Your Eye                                    | WWE Superstars & Slam Jam     | 31 mars 1997 au 25 mars 2002                                            | Thèmes utilisés pendant la période RAW IS WAR. |
| We're All Together Now                               | WWE Superstars & Slam Jam     | 31 mars 1997 au 25 mars 2002                                            | Thèmes utilisés pendant la période RAW IS WAR. |
| Across the Nation                                    | The Union Underground         | 1er avril 2002 au 2 octobre 2006                                        | Les trois thèmes utilisés durant la première Brand extension.                                                                                               |
| To Be Loved                                          | Papa Roach                    | 9 octobre 2006 au 9 novembre 2009                                       | Les trois thèmes utilisés durant la première Brand extension.                                                                                               |
| Burn It to the Ground                                | Nickelback                    | 16 novembre 2009 au 16 juillet 2012                                     | Les trois thèmes utilisés durant la première Brand extension.                                                                                               |
| Tonight Is the Night                                 | Outasight                     | 23 juillet 2012                                                         | La version de Outasight a été utilisé pour le 1 000e épisode de RAW. La version de Kromestatik (CFO$) a été utilisée avant le retour de la Brand Extension. |
| The Night                                            | Kromestatik                   | 30 juillet 2012 au 11 août 2014                                         | La version de Outasight a été utilisé pour le 1 000e épisode de RAW. La version de Kromestatik (CFO$) a été utilisée avant le retour de la Brand Extension. |
| The Night (2014 Remix)                               | CFO$                          | 18 août 2014 au 18 juillet 2016                                         | La version de Outasight a été utilisé pour le 1 000e épisode de RAW. La version de Kromestatik (CFO$) a été utilisée avant le retour de la Brand Extension. |
| Enemies                                              | Shinedown                     | 25 juin 2016 au 22 janvier 2018                                         | Avec le retour de la Brand extension jusqu'aux 25 ans de RAW.                                                                                               |
| My Songs Know What You Did in the Dark (Light Em Up) | Fall Out Boy                  | 22 janvier 2018                                                         | Theme song pour les 25 ans de RAW. |
| Born For Greatness                                   | Papa Roach                    | 29 janvier 2018 au 30 septembre 2019                                    | C'est la première fois que pour RAW la WWE refait appel à un de ces groupes.                                                                                |
| Legendary                                            | Skillet                       | 30 septembre 2019 au 12 octobre 2020                                    | Avec le début de la nouvelle saison de RAW et le passage de SmackDown sur la Fox.                                                                           |
| The Search                                           | NF                            | 19 octobre 2020 au 15 novembre 2021                                     | Thème utilisé durant le Covid-19. |
| Greatness                                            | Vo Williams                   | 22 novembre 2021 au 16 janvier 2023 30 janvier 2023 au 13 novembre 2023 | Thème utilisé pour une nouvelle saison de RAW. |
| I am Good (Blue)                                     | David Guetta (ft. Bebe Rexha) | 23 janvier 2023                                                         | Thème utilisé pour les 30 ans de RAW |
| Born To Be                                           | Def Rebel                     | 20 novembre 2023 au 30 décembre 2024                                    | Thème utilisé pour une nouvelle saison de RAW. |
| 4X4                                                  | Travis Scott                  | Depuis le 6 janvier 2025                                                | Thème utilisé pour l'arrivée de RAW sur Netflix |

## Personnel

### Figures d'autorité
| Personne                        | Position                                    | Date de début    | Date de fin      | Notes |
| ------------------------------- | ------------------------------------------- | ---------------- | ---------------- | --- |
| Vince McMahon                   | Propriétaire                                | 11 janvier 1993  | 5 novembre 2001  | Il devient président du temps où l'émission s'intitulait WWF Monday Night RAW, de 1993 à 1997, de RAW IS WAR durant 1997 à 2001, puis de WWF RAW de 2001 à 2002. Vince McMahon cumulait les statuts de président, et commentateur. Il a eu cinq commissionnaires qui sont Sgt. Slaughter de 1997 à 1998 Shawn Michaels de 1998 à 1999 Mick Foley en 2000 et puis a nouveau en 2001. Debra de 2000 a 2001 et William Regal en 2001 Le rôle de commissionnaire été équivalent de GM a la WWF. |
| Ric Flair                       | Propriétaire                                | 12 novembre 2001 | 10 juin 2002     | Après avoir acquis les restes de la WCW et la ECW, la WWF décide de se séparer RAW et SmackDown! et Ric Flair allait prendre le contrôle de RAW. Il a fait Le premier draft de l'histoire pour RAW de la WWF à l'époque. Il a été le dernier président de WWF RAW, et le premier président de WWE RAW. |
| Vince McMahon                   | Propriétaire                                | 10 juin 2002     | 8 juin 2009      | Vince abandonne SmackDown alors un match pour la présidence de RAW qui était organisé entre Ric Flair et lui-même, où ce fut Vince qui remportait le match grâce à une intervention de Brock Lesnar. |
| Eric Bischoff                   | General Manager                             | 15 juillet 2002  | 5 décembre 2005  | En 2002, Bischoff est engagé par la WWE pour être le general manager de RAW, un rôle qu'il joue jusqu'à fin 2005. Il a fait son retour le temps d'une soirée, le 6 novembre 2006. Il est considéré comme la figure la plus emblématique de la division. |
| Steve Austin Co-GM              | Co-general Manager avec Eric Bischoff       | 29 avril 2003    | 17 novembre 2003 | Mis en place sous ordre de Linda McMahon à la suite des abus de pouvoir de Bischoff, Il devient le co-GM de RAW il a perdu son poste de co-GM lorsque son équipe a perdu face à l'équipe de Bischoff au Survivor Series 2003 le 13 juin 2011 il revint en tant que GM de Raw pour le Raw All Stars. |
| Mr. McMahon                     | General Manager et propriétaire             | 12 décembre 2005 | 11 juin 2007     | Vince McMahon est remplacé après l'explosion de sa voiture et sa mort présumée (fictif). |
| Jonathan Coachman               | General Manager par Intérim                 | 11 juin 2007     | 6 août 2007      | Il assurait l'intérim jusqu'à la Battle Royale organisée pour désigner le nouveau general manager. |
| William Regal                   | General Manager                             | 6 août 2007      | 19 mai 2008      | William Regal combat lors d'un No Disqualification Loser Gets Fired Match. Mr.Kennedy remporte finalement le match, en conséquence de quoi William Regal est renvoyé de son poste de GM de Raw. |
| Mr. McMahon                     | Propriétaire et General Manager par Intérim | 26 mai 2008      | 23 juin 2008     | En tant que président de la WWE, il assure l'intérim. |
| Mike Adamle                     | General Manager                             | 28 juillet 2008  | 3 novembre 2008  | Lors d'un épisode de Raw, Shane McMahon annonce qu'Adamle était le nouveau general manager de la branche. Il démissionne lors du show spécial du 3 novembre. |
| Shane McMahon Stephanie McMahon | General Manager par Intérim                 | 3 novembre 2008  | 24 novembre 2008 | Après la démission de Mike Adamle, elle et Shane McMahon reprennent la branche en main. Lors du Raw du 24 novembre, elle se fâche avec celui-ci car elle juge qu'il fait tout sans la consulter et Shane, lui, abandonne donc la direction de la branche avant de partir frustré. |
| Stephanie McMahon               | General Manager                             | 24 novembre 2008 | 16 février 2009  | Lors de Raw, le 24 novembre, Stephanie McMahon annonce à Shane McMahon que l'émission lui appartient, qu'elle le dirige désormais toute seule et qu'elle n'a pas besoin de son frère. Victime d'un RKO de la part de Randy Orton, elle est contrainte d'abandonner son rôle de GM. Elle était la première general manager féminine de l'histoire de la branche. |
| Vickie Guerrero                 | General Manager                             | 23 février 2009  | 8 juin 2009      | Elle remplace Stephanie McMahon. Elle dirige alors RAW et WWE SmackDown. Elle annonce qu'elle se retire de son rôle de general manager lors d'un épisode de SmackDown pour se consacrer uniquement à RAW. Vickie Guerrero quitte ses fonctions de general manager de RAW le 8 juin 2009. Elle est la première femme ayant dirigé RAW et Smackdown. Elle revient le 10 mai 2010 avec Edge, mais démissionne finalement la même soirée. |
| Donald Trump                    | Propriétaire et General Manager             | 15 juin 2009     | 22 juin 2009     | Il est annoncé que Trump rachète la franchise Raw à Vince McMahon le 15 juin 2009,. |
| Mr. McMahon                     | Propriétaire                                | 22 juin 2009     | 22 juillet 2011  | McMahon rachète la franchise le 22 juin 2009. il est démis de ses fonctions par un conseil d'administration extraordinaire. |
| Les Guest Host                  | General Manager                             | 29 juin 2009     | 24 mai 2010      | Vince McMahon annonce qu'il y aura un GM temporaire ou un Guest Host (invité spécial) à chaque Raw à partir du 29 juin 2009. Depuis le 24 mai 2010, les Guest Hosts ne peuvent désormais plus donner aucun ordre officiel.Les Guest Host sont redevenu général manager du 23 novembre 2013 au 29 décembre 2014. |
| Bret Hart                       | General Manager                             | 24 mai 2010      | 21 juin 2010     | il fait son retour à la WWE début 2010 il est nommé par Vince McMahon GM le 24 mai 2010 à la suite de sa mauvaise gestion de l'invasion du groupe The Nexus Vince McMahon le renvoie le 21 juin. |
| Hornswoggle                     | General Manager                             | 21 juin 2010     | 23 juillet 2011  | Choisi par Vince McMahon. Face au groupe Nexus, il choisit de rester anonyme et communique ainsi par le biais de l'ordinateur ou du Ipad de Michael Cole. Lors de l'épisode du 23 juillet 2011, Triple H le renvoie. Lors de l'épisode du 9 juillet 2012, la WWE dévoile que le GM Anonyme est en fin de compte Hornswoggle. |
| Triple H                        | Chef des Opérations                         | 18 juillet 2011  | présent          | À la suite du renvoi de Vince McMahon par le grand conseil d'administration, Triple H le remplace et devient ainsi propriétaire de WWE Raw. À partir du 5 septembre 2011, Triple H donne à Theodore Long le poste d'assistant, mais Long reste le GM de WWE SmackDown. |
| John Laurinaitis                | General Manager                             | 10 octobre 2011  | 18 juin 2012     | Il devient le manager général par intérim à l'issue d'une décision du conseil d'administration. Depuis son arrivée, David Otunga est le conseiller juridique des superstars. Il devient officiellement le manager général de RAW et de SmackDown à la suite de la victoire de son équipe face à celle de Teddy Long lors de WrestleMania XXVII. Du 2 avril 2012 au 18 juin, Theodore Long et Eve Torres sont ses assistants. Le 18 juin, il se fait renvoyer par Mr. McMahon |
| Mr. McMahon                     | Propriétaire                                | 11 juin 2012     | présent          | Il fait son retour le 11 juin pour renvoyer John Laurinaitis de la WWE lors du PPV No Way Out. Le 4 avril 2016 Shane McMahon a le contrôle de Raw cette soirée. |
| AJ Lee                          | General Manager                             | 23 juillet 2012  | 15 octobre 2012  | Lors du 1 000e épisode de Raw, alors qu'elle a la bague au doigt, elle répond « oui » lors de la cérémonie de mariage. Mais elle précise ensuite que ce « oui » n'est pas pour son prétendant, mais pour une autre personne. C'est alors que Vince McMahon fait son entrée et annonce que ce « oui » lui est destiné et signifie qu'AJ accepte d'être la nouvelle Générale Manager de Raw. |
| Vickie Guerrero                 | Général Manager Superviseur                 | 22 octobre 2012  | 8 juillet 2014   | Après que Vince Mcmahon la nomme General Manageur Superviseur, AJ Lee démissionne. Du 18 février au 1er au 8 juillet Brad Maddox a été l'assistant de Vickie Guerrero. Lors de leur visite du 1er juillet à Raw, Vince McMahon et Triple H ont annoncé qu'un vote aura lieu en raison des fautes commises par Vickie lors de son contrat de Général Manager. Le vote définira si elle sera Licenciée ou non. Lors du Raw du 8 juillet, Vince McMahon, Stephanie McMahon et HHH annoncent le Licenciement de Vickie Guerrero en tant que Général Manager de Raw, et du nom de son remplaçant : Brad Maddox. |
| Brad Maddox                     | Général Manager                             | 15 juillet 2013  | 26 mai 2014      | Le 8 juillet à Raw, Maddox a été nommé général manager de Raw, après que Vickie Guerrero ai été licenciée en raison d'une évaluation de performance voire plus haute. Il est viré par Stephanie McMahon le 26 mai 2014. |
| Triple H & Stephanie McMahon    | Copropriétaire                              | 26 mai 2014      | 4 avril 2016     | Bien qu'au pouvoir après SummerSlam 2013, The Authority remplace officiellement Brad Maddox à la suite de son renvoi. Kane remplaçait le couple lorsqu'ils étaient absent. Ils perdent tous ce pouvoir après leur défaite dans un 5 vs 5 Traditional Survivor Series Match face à la Team Cena aux Survivor Series 2014. À la suite de la défaite de The Authority aux Survivor Series, Vince McMahon avait donné le droit à John Cena seul de pouvoir faire revenir Triple H et Stephanie McMahon à la tête de la WWE. Ce qu'il a fait sous la contrainte de Seth Rollins qui menaçait de briser le cou d'Edge (alors Guest du soir avec Christian) s'il n'annonçait pas leur retour. À la suite de la défaite de Triple H à Wrestlemania 32 Vince McMahon a repris en main RAW. |
| Stephanie et Shane McMahon      | Co-Général Manager                          | 4 avril 2016     | 4 juillet 2016   | Shane McMahon a fait son retour le 22 février 2016 il demande à prendre le contrôle de RAW. Vince McMahon lui impose un match contre l'Undertaker à WrestleMania 32. il perdra le match mais Vince McMahon lui accorde le droit de devenir GM ce qui marque le retour de la fonction à la WWE. À Payback le 1er mai 2016 Vince McMahon décide qu'il y aura une co gestion de RAW par Shane et Stephanie McMahon ses enfants. |
| Stephanie McMahon               | Commissaire                                 | 11 juillet 2016  | présent          | Shane et Stéphanie McMahon ne peuvent pas travailler ensemble. Vince McMahon a décidé de les nommer commissaires, Shane à Smackdown et Stéphanie reste à Raw, leur tâche consiste à trouver le nouveau GM et ensuite à le contrôler. |
| Mick Foley                      | General Manager                             | 18 juillet 2016  | 20 mars 2017     | Est nommé par Stéphanie McMahon après la division des shows, durant le mois de décembre 2003, Foley a été co-GM avec Eric Bischoff. |
| Kurt Angle                      | General Manager                             | 3 avril 2017     | 13 août 2018     | Il est nommé par Vince McMahon pour remplacer Mick Foley au poste de General Manager, qui a été renvoyé. Stephanie McMahon n'étant pas satisfaite de certaines décisions prises par Angle, elle décide de lui envoyer un observateur qui a un contre-pouvoir qui est Baron Corbin du 4 juin 2018 au 13 août 2018. Même si officiellement il était toujours le GM jusqu'à que la fonction soit supprimé par la famille McMahon pour reprendre le contrôle du show le 10 décembre 2018, son mandat s'est arrêté en août car il était suspendu. Durant quelques mois en 2004, il a été le GM de SmackDown! |
| Adam Pearce                     | General Manager                             | 1er janvier 2019 | Présent          | |
| Sonya Deville                   | General Manager                             | 1er janvier 2019 | 9 mai 2022       | Abusait de son pouvoir pour truquer des matchs et révoqué par Mr. Mcmahon le 9 mai 2022. |

### Commentateurs
| Période                              | Premier commentateur | Second commentateur            | Troisième commentateut/trice | Notes |
| ------------------------------------ | -------------------- | ------------------------------ | ---------------------------- | --- |
| 11 janvier 1993 - 19 avril 1993      | Rob Bartlett         | Randy Savage                   | Vince McMahon                | Ils furent les premiers commentateurs de l'histoire de RAW au temps ou RAW s'appelait « WWF Monday Night RAW ». |
| 26 avril 1993 - 18 octobre 1993      | Randy Savage         | Vince McMahon                  | Bobby Heenan                 | Rob Bartlett a été remplacé par Bobby Heenan. |
| 25 octobre 1993 - 6 décembre 1993    | Vince McMahon        | Bobby Heenan                   | Aucun                        | Randy Savage est parti car il ne faut plus que 2 commentateurs. Vince McMahon a choisi Bobby Heenan. |
| 13 décembre 1993 - 28 février 1994   | Vince McMahon        | Johnny Polo                    | Aucun                        | Johnny Polo a quitté la WWF pour aller à la ECW. |
| 7 mars 1994 - 13 juin 1994,          | Vince McMahon        | Randy Savage                   | Aucun                        | Le retour de Randy Savage. |
| 20 juin - 4 juillet 1994             | Randy Savage         | Gorilla Monsoon                | Aucun                        | Vince McMahon était parti pour se reposer. |
| 11 juillet 1994 - 25 juillet 1994    | Randy Savage         | Jim Ross                       | Aucun                        | Les débuts de Jim Ross. |
| 1er août - 31 octobre 1994           | Randy Savage         | Vince McMahon                  | Aucun                        | Le retour de Vince McMahon. |
| 7 novembre 1994 - 28 novembre 1994   | Vince McMahon        | quelques commentateurs invités | Aucun                        | Des Guest stars se succède. |
| 5 décembre 1994 - 6 février 1995     | Vince McMahon        | Shawn Michaels                 | Aucun                        | Shawn Michaels devient commentateur le temps de se remettre d'une blessure. |
| 20 février 1995 - 3 avril 1995       | Vince McMahon        | Jim Cornette                   | Aucun                        | Shawn Michaels a été remplacé par Jim Cornette. |
| 10 avril 1995 - 29 juillet 1995      | Vince McMahon        | Jerry Lawler                   | Aucun                        | Les débuts de Jerry Lawler. |
| 5 août 1995 - 14 octobre 1996        | Jerry Lawler         | Kevin Kelly                    | Jim Ross                     | Le retour des trois commentateurs. |
| 21 octobre 1995 - 24 novembre 1997   | Jerry Lawler         | Jim Ross                       | Vince McMahon                | Les derniers commentaires de Vince McMahon. Ils étaient les premiers commentateurs de RAW is WAR. |
| 1er décembre 1997 - 21 février 1998  | Jim Ross             | Kevin Kelly                    | Michael Cole                 | Les débuts de Michael Cole et Kevin Kelly va la ECW. |
| 1er mars 1998 -25 avril 1999         | Michael Cole         | Jerry Lawler                   | Aucun                        | Il est parti de RAW IS WAR pour la nouvelle division WWF SmackDown!. |
| 2 mai 1999 – 29 janvier 2001         | Jerry Lawler         | Jim Ross                       | Aucun                        | Jim Ross fait son retour. |
| 5 février 2001 - 12 novembre 2001    | Jim Ross             | Paul Heyman                    | Aucun                        | Ils étaient les commentateurs pendant l'invasion de la WCW et de la ECW. Ils étaient les derniers commentateurs de Raw Is War et les tout premiers commentateurs de WWF RAW. |
| 19 novembre 2001 - 4 août 2005       | Jim Ross             | Jerry Lawler                   | Aucun                        | C'est la plus longue période où il y a eu les deux mêmes commentateurs à RAW. Ils étaient les derniers commentateurs de WWF RAW et les premiers de WWE RAW. |
| 15 août 2005 - 14 novembre 2005      | Jerry Lawler         | Jonathan Coachman              | Aucun                        | Vince McMahon a viré Jim Ross pour ne pas avoir aidé sa famille. Jonathan Coachman remplace donc Jim Ross. |
| 21 novembre 2005 - 22 mai 2006       | Jerry Lawler         | Joey Styles                    | Aucun                        | Jonathan Coachman a été remplacé par Joey Styles. |
| 29 mai 2006 - 23 juin 2008           | Jerry Lawler         | Jim Ross                       | Aucun                        | Jim Ross revient pour remplacer Joey Styles, parti pour la ECW. Lors du WWE Draft 2008, Ross est drafté de Raw vers SmackDown!, tandis que Michael Cole fait le chemin inverse, de SmackDown! vers Raw. Cela met alors fin aux douze années consécutives de Ross en tant que commentateur de WWE Raw. |
| 23 juin 2008 - 25 mars 2013          | Jerry Lawler         | Michael Cole                   | Aucun                        | CM Punk devient commentateur le temps de se remettre d'une blessure au coude. Il commente auprès de Lawler et Cole du 15 octobre 2010 au 21 décembre 2010, puis redevient catcheur en devenant le nouveau leader de The Nexus. Durant leur feud qui allait s'achever à Over the Limit (2011), Michael Cole et Jerry Lawler ne pouvaient plus commenter ensemble donc Josh Matthews et Jim Ross arrivent à RAW, mais Michael Cole reste enfermé dans sa cabine protectrice qui s'appelle la « Cole-Miner » d'où il commente les matches. Lors du Raw du 25 juillet 2011, Ross est réengagé par Triple H. Le 10 octobre 2011, Triple H est déchu de ses droits de COO, Vince McMahon, de retour, nomme John Laurinaitis comme nouveau général manager. Laurinaitis renvoie Jim Ross. Celui-ci quitte l'arène. Du 26 septembre 2011 au 3 octobre 2011, Booker T et Jim Ross remplace Lawler le temps de se remettre d'une blessure. Jim Ross fait son retour le temps d'une soirée le 23 juillet 2012 pour le 1 000e épisode de RAW. Il y commentera un match avant de repartir durant la pause publicitaire. Le 3 septembre, The Miz remplace Lawler. le 10 septembre, Lawler est évacué de la salle, sans que le show ne s'arrête, et amené à l'hôpital pour une attaque cardiaque. Du 17 septembre au 12 novembre, il est remplacé par Jim Ross et John Bradshaw Layfield qui vient aussi le 17 septembre et le 8 octobre. JBL remplace Cole à SmackDown et ne vient plus à Raw. Et Jim Ross est revenu pour fêter les 20 ans de RAW. |
| 1er avril 2013 - 29 décembre 2014    | Jerry Lawler         | Michael Cole                   | John Bradshaw Layfield       | Retour d'un duo, JBL et Cole à SmackDown. JBL était présent le 17 décembre pour les Slammy Awards pour représenter SmackDown ainsi que le 14 et le 28 janvier 2014. |
| 5 janvier 2015 - 1er juin 2015       | Michael Cole         | John Bradshaw Layfield         | Booker T                     | Jerry Lawler est transféré de Raw vers SmackDown, mettant alors fin à 19 ans de commentaires pour RAW. Booker T fait lui le chemin inverse. |
| 8 juin 2015 - 18 juillet 2016        | Michael Cole         | John Bradshaw Layfield         | Byron Saxton                 | Byron Saxton remplace Booker T, ce dernier occupant désormais une place dans le panel des PPVs de la fédération. |
| 25 juillet 2016 - 10 avril 2017      | Michael Cole         | Byron Saxton                   | Corey Graves                 | Michael Cole et Byron Saxton deviennent les commentateurs officiels de RAW. Corey Graves se joint au duo déjà formé pour remplacer JBL qui est lui drafté à SmackDown. La table des commentateurs fait son retour à côté de la rampe d'entrée. Du 19 décembre 2016 au 6 mars 2017, Austin Aries remplace Byron Saxton seulement pour les matchs Cruiserweight. |
| 17 avril 2017 - 29 janvier 2018      | Michael Cole         | Corey Graves                   | Booker T                     | Lors du Superstar Shake-up (Draft) de RAW, David Otunga et Byron Saxton échangent leurs places de RAW à SmackDown respectivement. Mais Otunga est rapidement remplacé par Booker T, qui fait donc son retour le 28 août 2017. Jerry Lawler est revenu pour remplacer Booker T le 2 octobre 2017. Le 15 janvier 2018 Tom Phillips a remplacé Michael Cole. |
| 5 février 2018- 27 août 2018         | Michael Cole         | Corey Graves                   | Jonathan Coachman            | Booker T quitte son poste de commentateur pour donner son point de vue sur les PPV. Il est remplacé par Jonathan Coachman le 4 juin il a été remplacé par David Otunga et il sera aussi remplacé le 13 aout 2018 par la commentatrice Renee Young. Ce sera la première fois de l'histoire de RAW qu'une femme est à la table des commentateurs. |
| 3 septembre 2018 - 23 septembre 2019 | Michael Cole         | Corey Graves                   | Renee Young                  | Renee Young devient officiellement la première commentatrice de l'histoire de RAW. Jonathan Coachman recupere la place d'interviewer de Renee Young. |
| 30 septembre 2019 - 4 novembre 2019  | Vic Joseph           | Jerry Lawler                   | Dio Maddin                   | Nouvelle saison de RAW. |
| 4 novembre 2019 - 20 janvier 2020    | Vic Joseph           | Jerry Lawler                   | Aucun                        | |
| 27 janvier 2020 - 5 avril 2021       | Samoa Joe            | Tom Phillips                   | Byron Saxton                 | |
| 12 avril 2021 - 24 mai 2021          | Corey Graves         | Adnan Virk                     | Byron Saxton                 | |
| 31 mai 2021 - 3 octobre 2022         | Corey Graves         | Jimmy Smith                    | Byron Saxton                 | |
| 10 octobre 2022 - 31 juillet 2023    | Corey Graves         | Kevin Patrick                  | Aucun                        | |
| 7 août 2023 - 22 janvier 2024        | Michael Cole         | Wade Barrett                   | Aucun                        | Kevin Patrick et Corey Graves vont à SmackDown. |
| 29 janvier 2024 - 19 août 2024       | Michael Cole         | Pat McAfee                     | Aucun                        | |
| 26 août 2024                         | Michael Cole         | Corey Graves                   | Aucun                        | Corey Graves remplace Pat McAfee à la suite de son départ temporaire de la WWE. |
| 2 septembre 2024 - 30 décembre 2024  | Joe Tessitore        | Wade Barrett                   | Aucun                        | Équipe temporaire jusqu'au retour de Pat McAfee le 6 janvier 2025. Michael Cole retourne à SmackDown. |
| 6 janvier 2025 - 2 juin 2025         | Michael Cole         | Pat McAfee                     | Aucun                        | Retour de Pat McAfee. Joe Tessitore et Wade Barrett vont à SmackDown. Pat McAfee a été remplacé par Corey Graves le 17 mars 2025. Le 21 avril 2025, il a été remplacé par Joe Tessitore à la suite d'une attaque de Gunther pendant le show. Après Money in the Bank, Pat McAfee s'éloignera à nouveau de la WWE d'abord pour un congé, mais par la suite, on apprendra que son absence se prolongera en raison d'un calendrier chargé |
| 9 juin 2025                          | Michael Cole         | Wade Barrett                   |                              | Wade Barrett remplace Pat McAfee qui a pris congé |
| 16 juin 2025 - actuel                | Michael Cole         | Corey Graves                   |                              | Corey Graves remplace Pat McAfee, qui s'est à nouveau éloigné de la WWE. |

### Annonceurs de ring
| Annonceurs de ring | période                             | À noter |
| ------------------ | ----------------------------------- | --- |
| Howard Finkel      | 11 janvier 1993 - mars 1997         | Il fut le premier annonceur de ring de l'histoire de RAW. |
| Tony Chimel        | avril 1997 - 16 août 1999           | Il est parti de RAW IS WAR pour la nouvelle division WWF SmackDown. |
| Lilian García      | 23 août 1999 - 21 septembre 2009    | Elle est la première annonceuse de ring féminine de l'histoire de RAW et de la WWF/E. Jonathan Coachmann la remplace le 17 avril 2006. Elle sera remplacée par Justin Roberts entre avril et juin 2007 à la suite d'une blessure. Le 21 septembre 2009, son départ de la WWE est annoncé à la fin de l'épisode de RAW et c'est Justin Roberts qui la remplacera dès la semaine suivante. Le 19 avril 2010, elle revient le temps d'un soir à la WWE afin de remplacer Roberts, bloqué en Angleterre avec la quasi-totalité du roster de RAW. |
| Justin Roberts     | 28 septembre 2009 - 13 octobre 2014 | Il vient de SmackDown et remplace Lilian García qui a quitté la WWE. Lilian García le remplace le 19 avril 2010, le 25 juin 2012 et le 13 janvier 2014. Roberts a aussi été remplacé par Tony Chimel le 30 mai 2011. Justin Roberts, Lilian García et Howard Finkel sont tous les trois les annonceurs de ring du 1 000e épisode de RAW qui a eu lieu le 23 juillet 2012. Le 14 janvier 2013, Justin Roberts et Lilian García sont également les annonceurs de ring de l'épisode célébrant le vingtième anniversaire de RAW. Après l'épisode du 13 octobre 2014, il est annoncé que Justin Roberts quitte la WWE, mettant fin à ses 12 années de travail avec la WWE. |
| Lilian García      | 20 octobre 2014 - 18 juillet 2016   | Elle remplace Justin Roberts après son départ de la fédération. Elle a été remplacée par Eden le 5 janvier 2015, entre le 13 avril et 25 mai 2015, mais aussi à certaines dates entre octobre 2015 et mai 2016. Tony Chimel a également remplacé Lilian García le 28 décembre 2015. Le 1er août 2016, elle annonce une nouvelle fois quitter la WWE pour s'occuper de son père, malade. |
| JoJo               | 25 juillet 2016 - 31 décembre 2018  | Elle vient de SmackDown et remplace Lilian García qui a décidé de démissionner pour prendre soin de son père, malade. Début 2019, elle quitte son poste à la suite de sa grossesse et est remplacée par Mike Rome. |
| Mike Rome          | 7 janvier 2019 - 1er mai 2023       | Il remplace JoJo à certaines dates avant de reprendre son poste en janvier 2019. Il sera remplacé par Alicia Taylor le 23 janvier 2023. Lors du WWE Draft de 2023, Mike Rome est échangé avec Samantha Irvin et part pour SmackDown. Il reviendra le 9 octobre 2023 remplacer Samantha Irvin. |
| Samantha Irvin     | 8 mai 2023 - 14 octobre 2024        | Elle vient de SmackDown et fut échangée avec Mike Rome. Elle sera remplacée par Mike Rome le 9 octobre 2023. Alicia Taylor la remplacera également le 30 octobre 2023, le 17 juin 2024 et le 2 septembre 2024. Le 21 octobre 2024, Samantha Irvin annonce son départ de la WWE.. |
| Lilian García      | 21 octobre 2024 - 30 décembre 2024  | Elle fait son second retour à la WWE à la suite du départ de Samantha Irvin. Elle sera remplacée par Mike Rome le 4 novembre 2024 en raison de la tournée de la WWE en Arabie saoudite. Le 2 janvier 2025, il est annoncé que Lilian García quitte RAW pour SmackDown en échange d'Alicia Taylor. Elle revient à RAW le 17 février 2025 afin de remplacer Alicia Taylor. |
| Alicia Taylor      | Depuis le 6 janvier 2025            | Elle vient de SmackDown et est échangée avec Lilian García qui retourne dans le show bleu. Le 17 février 2025, Lilian García remplace Alicia Taylor . Le 10 mars 2025, Taylor est remplacée par Mike Rome. Le 21 avril 2025, Alicia Taylor est remplacée par Mark Nash. |